# Dominikánský klášter (České Budějovice)
Dominikánský klášter a k němu patřící kostel Obětování Panny Marie je, společně s částmi opevnění, nejstarší gotickou stavbou v Českých Budějovicích. Nachází se na severozápadě historického centra města mezi Českou ulicí, slepým ramenem Malše a Piaristickým náměstím, kde býval ve středověku městský hřbitov. Na stěnách křížové chodby i kostela se nachází velké množství středověkých nástěnných maleb. V letech 1785–1871 (po odchodu dominikánů v souvislosti s josefinskými reformami) zde bylo piaristické gymnázium, ve kterém studovalo mnoho známých osobností. Dnes se v klášteře, který je chráněn jako kulturní památka České republiky, nachází základní umělecká škola.

## Historie

### Vznik

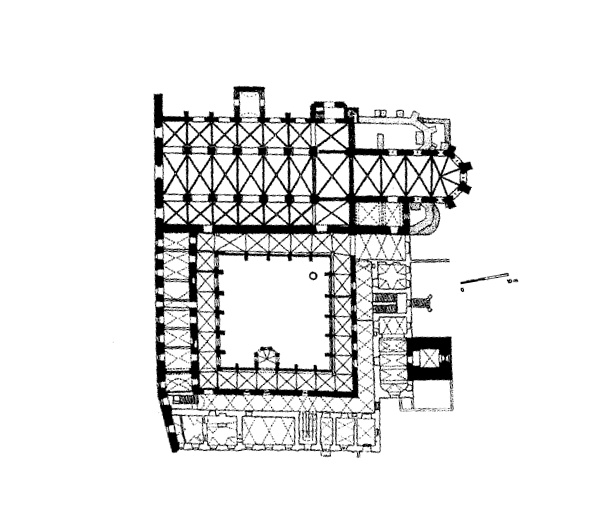
Půdorys kláštera

Vznik dominikánského kláštera v Českých Budějovicích s dodnes zachovalou gotickou křížovou chodbou je neodmyslitelně spjat se vznikem města samotného. Klášter, stejně jako město, nechal založit český král Přemysl Otakar II. Město bylo založeno roku 1265, klášter tedy vznikl pravděpodobně již o pár let dříve. Pozemek pro jeho stavbu udělil jménem krále lokátor Českých Budějovic Hirzo z Klingenbergu. Z roku 1267 pochází zpráva o založení kaple svaté Markéty. Klášterní kostel byl vysvěcen v roce 1274.

### 13. až 15. století

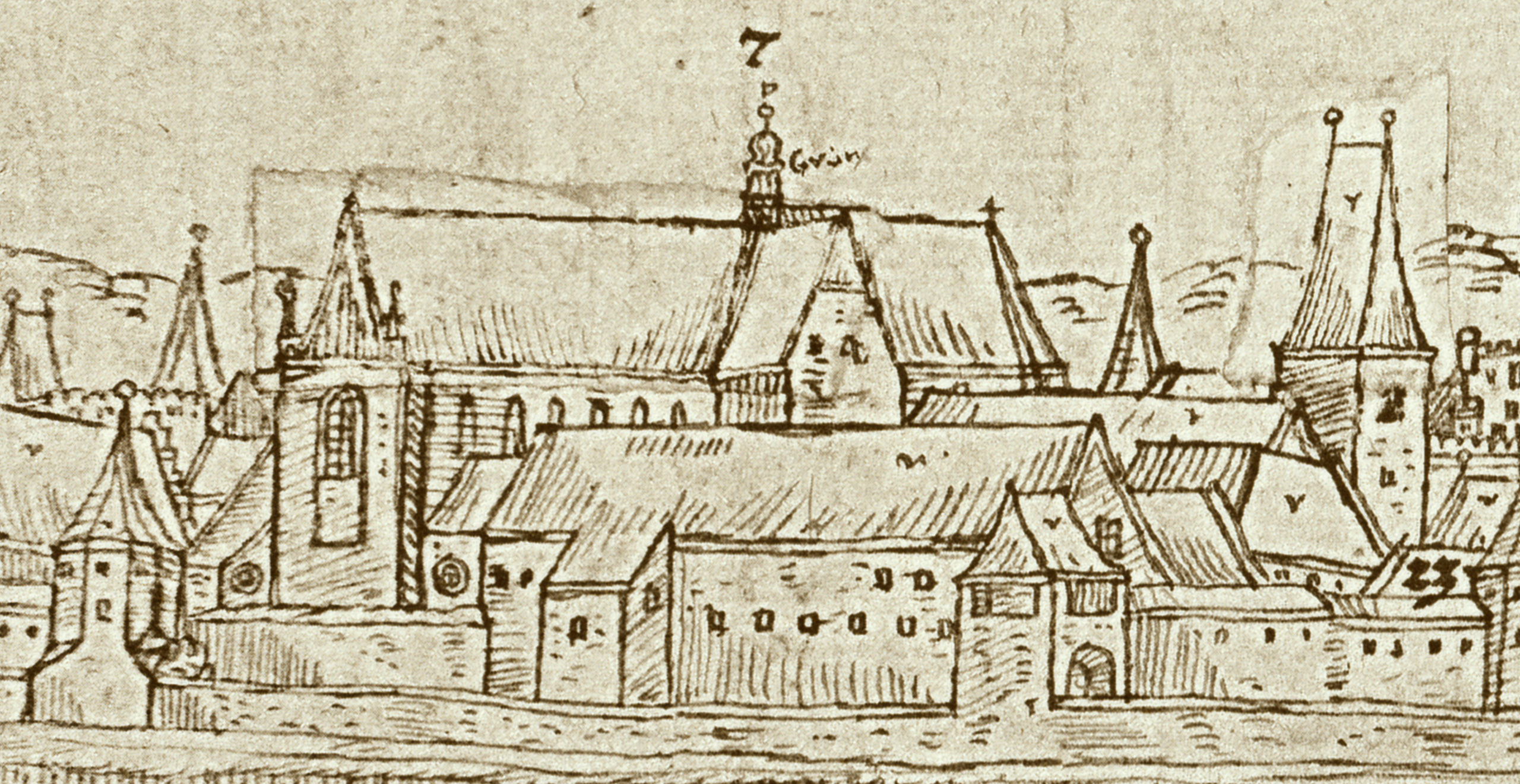
Dominikánský klášter od západu na vedutě Jana Willenberga z roku 1602

Město se ještě za Přemyslova života zařadilo do seznamu královských měst a klášter od samého počátku spravoval řád dominikánů. Klášter byl, jak bylo v té době obvyklé, součástí městského opevnění. Z původně raně gotického komplexu se zachovala především křížová chodba a kostel Obětování Panny Marie. Zbytek kláštera byl mnohokrát přestavován a plány byly měněny dokonce i v průběhu stavby ve třináctém století. Kostel byl pravděpodobně dokončen jako první na počátku 14. století, konventní budovy až v jeho průběhu.
Křížová chodba byla také budována postupně. Po založení kláštera ve 13. století měla plochý dřevěný strop. V druhé stavební fázi po polovině 14. století bylo zaklenuto severní křídlo křížové chodby (přiléhající ke kostelu) pěti klenebními poli. V poslední třetině 14. století bylo šesti klenebními poli zaklenuto východní křídlo a jižní křídlo se studniční kaplí, která vyčnívá do rajského dvora uprostřed. Jako poslední bylo opět šesti poli zaklenuto západní křídlo křížové chodby (směrem k Malši). Oproti ostatním křídlům zde stavitelé zúžili okna a k zaklenutí použily cihly místo kamene.
Po polovině 15. století byla vystavěna klášterní věž s kaplí starověkých římských mučedníků sv. Felixe a Adaukta (také zvaná česká kaple).

### 16. století
V 16. století byl klášter postižen podstatným snížením počtu řeholníků v důsledku morové epidemie v roce 1520, požárem kláštera v důsledku úderu blesku v roce 1521 a dalším požárem v roce 1560. V druhé polovině 16. století proto byla správa kláštera svěřena městské radě, která část klášterních budov využila pro mincovnu,dále zde byl sklad soli a řemeslnické dílny. V poslední čtvrtině tohoto století pak dominikáni začali usilovat o navrácení svého majetku.

### Barokní a novogotické přestavby

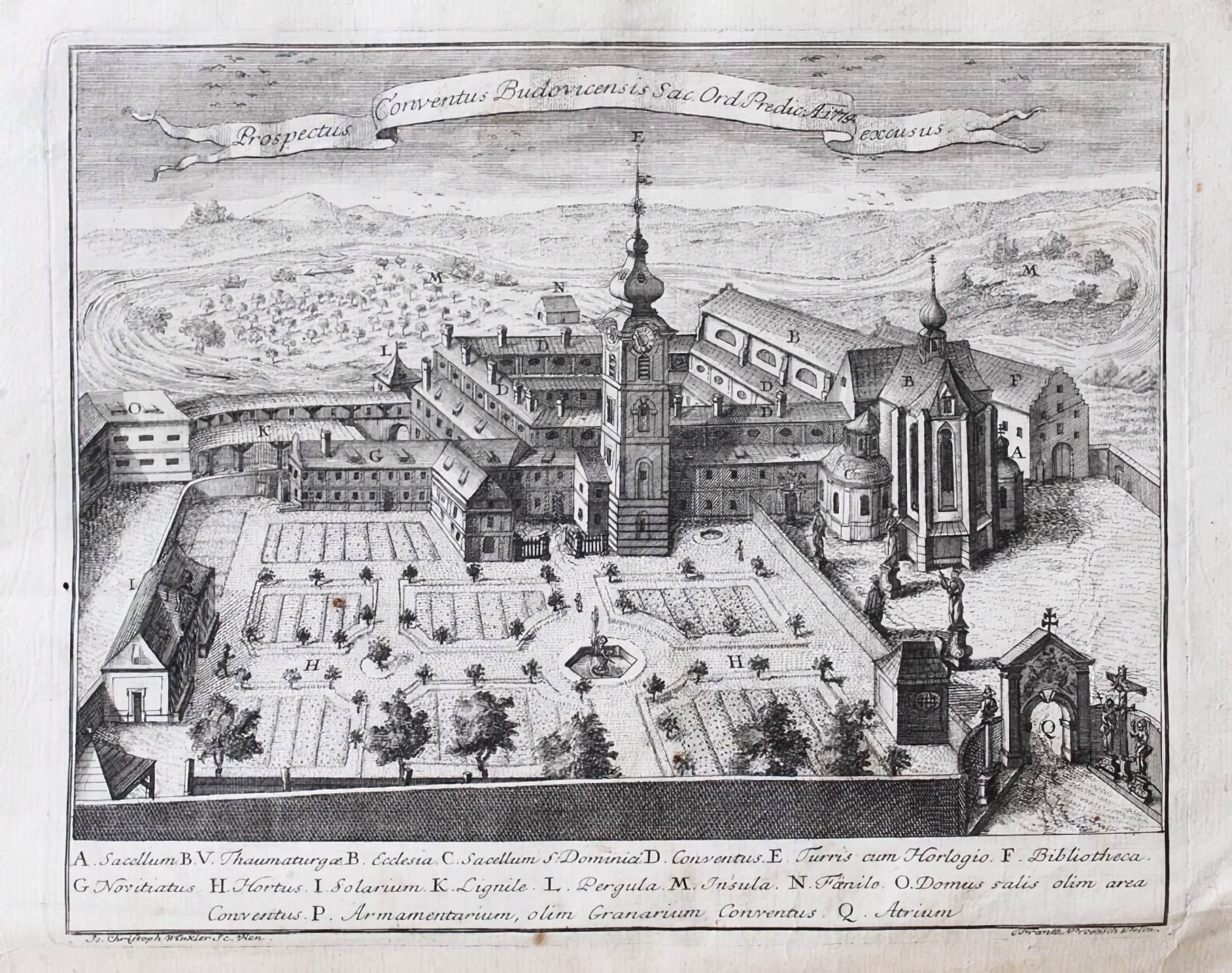
Pohled z východu na vedutě Johanna Christopha Winklera z roku 1774 podle předlohy Františka Jakuba Prokyše

Četné přestavby jsou důsledkem četných požárů v letech 1381, 1469, 1521 a 1560. Nejničivějším však byl požár roku 1723, při kterém vyhořely konventní budovy a byly radikálně přestavěny. Roku 1785 byl klášter Josefem II. zrušen a objekt převzali piaristé, kteří zde zřídili kolej a gymnázium. Piaristy v roce 1885 nahradili redemptoristé; z doby jejich působení pochází novogotická přestavba kláštera; budovy kláštera opustili v roce 1949.

### Současnost
Ve druhé polovině 20. století se zde vystřídala lidová škola umění, finanční úřad, Akademie Komenského a byla zde i školní jídelna. V roce 1993 pak bylo nalezeno množství nástěnných maleb velké hodnoty v celém objektu, velká část z nich pochází již ze čtrnáctého století. Dnes bývalý klášter využívá Základní umělecká škola a kostel patří pod českobudějovickou diecézi.

## Exteriér
Exteriér samotného kláštera je, na rozdíl od klášterního kostela, značně poznamenán četnými, především barokními, přestavbami. Ty jsou viditelné na celé venkovní fasádě, především na střešním přístavku s výraznými barokními oválnými okny. Barokní přestavba se podepsala také na původně gotické věži, ze které zůstalo jen jedno gotické okno v přízemí, jinak je celá věž, včetně barokní cibulové báně, přestavěná. Též všechny venkovní portály mají barokní podobu, krom jediného gotického v severní části východní zdi kláštera.
Dále si v exteriéru zachovala gotický vzhled arkáda křížové chodby a první patro směrem do rajského dvora. Geometrie oken se v původní podobě nedochovala, v oknech zůstalo jako upomínka pouze bohaté novogotické dělení ve dvou obloucích křížové chodby a v novogotickém přístavku ve dvoře.
První z lomených oblouků v křížové chodbě obsahuje malý sedlový portál, zašpičatělé jeptišky, kružby s čtyřlisty a vrchol oblouku je zdoben další kružbou, doplněnou flamboyantními plaménky. Druhý lomený oblouk je členěn obyčejněji, ale o to hustší sítí sférických trojúhelníků a kružby s troj- a čtyřlisty. Úzká okna na pětibokém přístavku ve dvoře jsou členěna prostě na dvě jeptišky a sférický trojúhelník s trojlistem.

## Interiér
Zdi a klenby křížové chodby kláštera byly ve středověku pokryty nástěnými malbami. Tyto malby byly postupně odkrývány během projektu celkové restaurace křížové chodby mezi lety 2006 až 2011.

### Severní křídlo

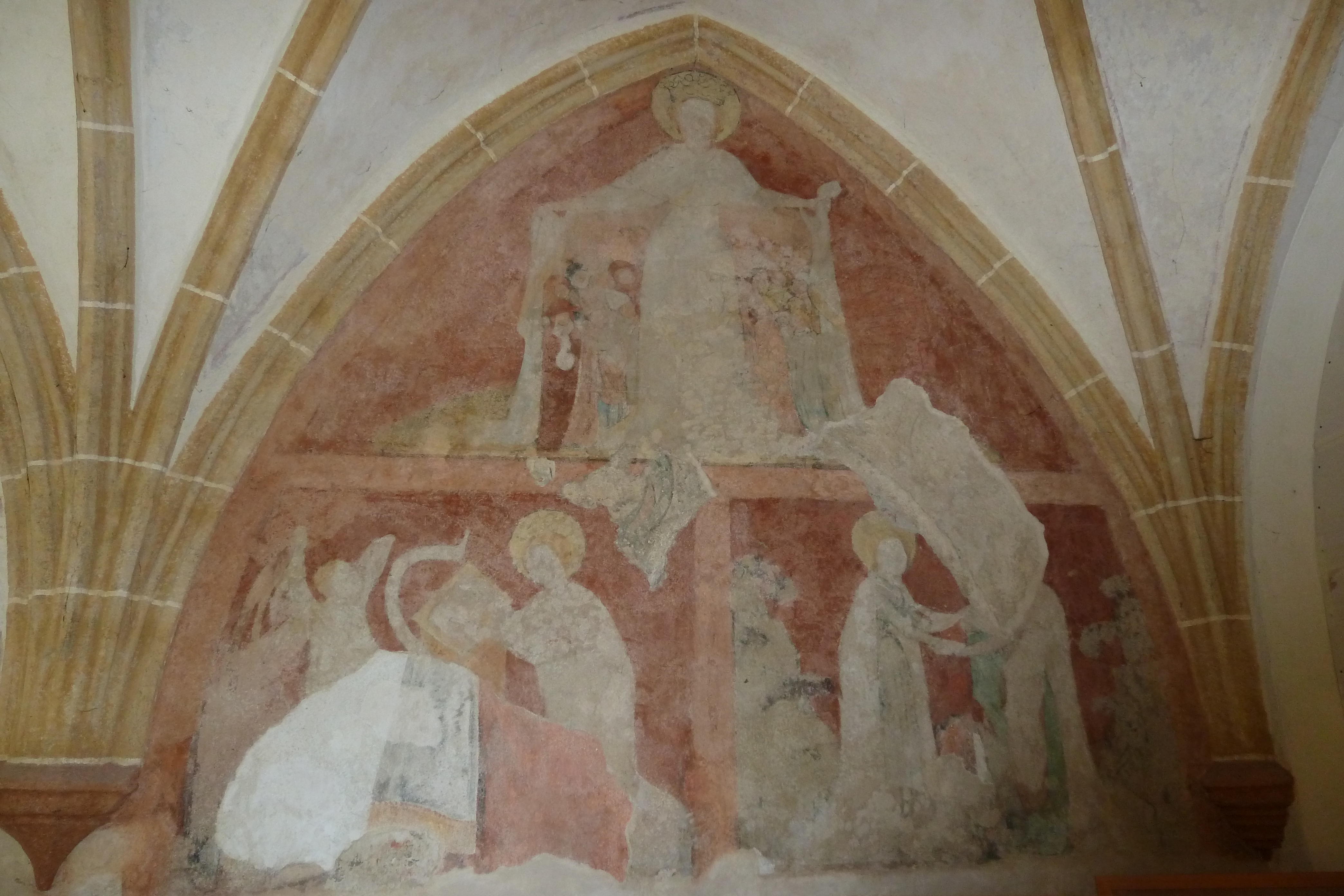
Tři mariánské výjevy s postavami Karla IV. a Václava IV.

V severním křídle křížové chodby napravo od jihovýchodního vstupu do kostela se nachází tři mariánské výjevy, z nichž nejlépe dochovaný je horní výjev Panny Marie Ochranitelky, která pod rozevřeným pláštěm ukrývá pod svou pravou rukou zástupce církevní moci a pod svou levou rukou zástupce světské moci. Dvě ze světských postav mají panovnické koruny připomínající koruny římských králů. Korunovaná postava s vousem klečící blíže k Marii je tedy zřejmě vyobrazením českého krále Karla IV. a bezvousá postava klečící za ním je zřejmě jeho syn Václav IV. To umožňuje poměrně přesnou dataci této malby, protože Václav IV. byl zvolen římským králem v roce 1376 a Karel IV. o dva roky později zemřel. Mezi 5. a 7. květnem 1378 navíc císař Karel IV. pobýval se svým sedmnáctiletým synem v Českých Budějovicích a vedl zde říšská jednání a malba tedy patrně vznikla při této příležitosti. Dále se pod horním výjevem Panny Marie Ochranitelky vlevo nachází výjev Zvěstování Panně Marii a vpravo Navštívení Panny Marie.
Další dobová vyobrazení Karla IV. a Václava IV. se mimo České Budějovice dochovaly jen ve svatovítské katedrále, v Mostecké věži na Starém městě pražském, na Karlštejně a na Votivním obraze Jana Očka z Vlašimi z roku 1371, který má k českobudějovickému vyobrazení nejblíže.
Nalevo od jihovýchodního vstupu do kostela se nachází freska s námětem Zákon a milost. Dále doleva následuje výjev Ukřižování Krista. Výjev je zasazen do trojdílého portálu. V největším portálu uprostřed je samotá scéna ukrižování Ježíše s dvěma lotry ukřižovanými po stranách, pod křížem stojí Panna Maria po Ježíšově pravici, Jan Evangelista po jeho levici a spodek kříže objímá Máří Magdalena. V malých postranních portálech je vlevo vyobrazen sv. Ondřej a vpravo neznámá světice s korunou. Pozadí celého výjevu tvoří krajina se siluetou hradu. Stylově a tedy i dobou vzniku je tomuto výjevu Ukřižování Krista blízký mariánský cyklus trhosvinecké archy, který je datován mezi roky 1485 až 1515.

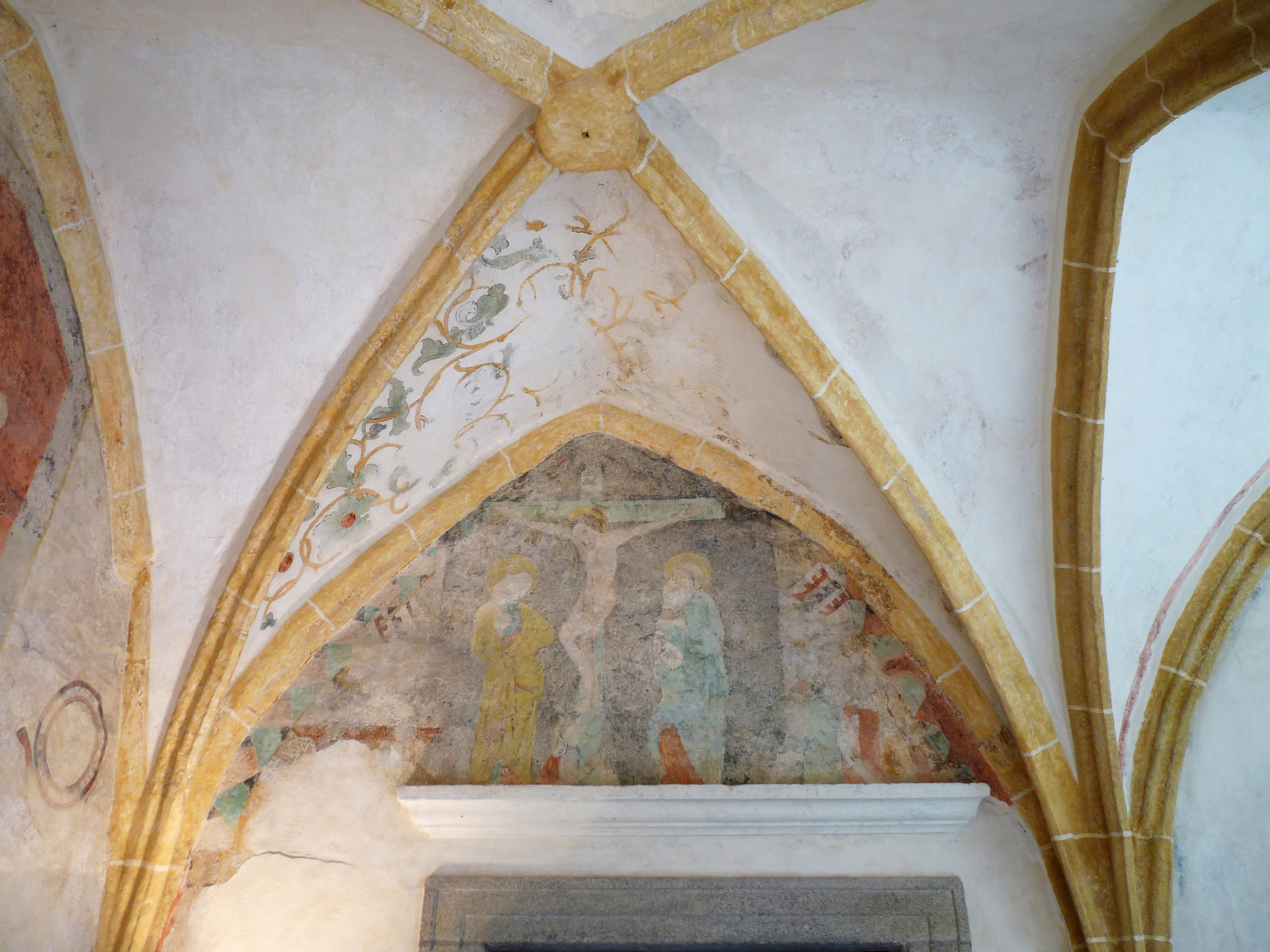
Ukřižování Krista s postavami donátorů z rodu vladyků z Vojslavic

Na dalším klenebním poli se dochovala černá kresba zobrazující Vidění svatého Augustina. Jde o kresbu pozdně gotickou, snad z poslední třetiny 15. století. Na sousedním poli je útržkovitý výjev Posledního soudu. I zde se jedná o pozdně gotickou malbu s vodorovnou kompozicí, kterou sdílí např. výjev Posledního soudu v kostele sv. Máří Magdaleny ve Chvalšinách z roku 1514. Posledním výjevem v severním křídle křížové chodby je menší Ukřižování Krista zespodu ohraničené pozdější barokní horní římsou dveří. Ježíš visí na zeleném kříži, který svou barvou odkazuje na Strom života. Pod křížem stojí postavy Panny Marie a Jana Evangelisty a spodek kříže objímá Máří Magdaléna. Napravo jsou namalovány ještě dvě klečící postavy muže a ženy. Nad nimi je erb se třemi cimbuřími nad sebou - v červené, černé a opět červené barvě - na stříbrném poli. Tento erb patří rodu vladyků z Vojslavic, kteří měli majetky na jihu Čech a jejichž členové byli několikrát purkrabími v Jindřichově Hradci.

### Západní křídlo

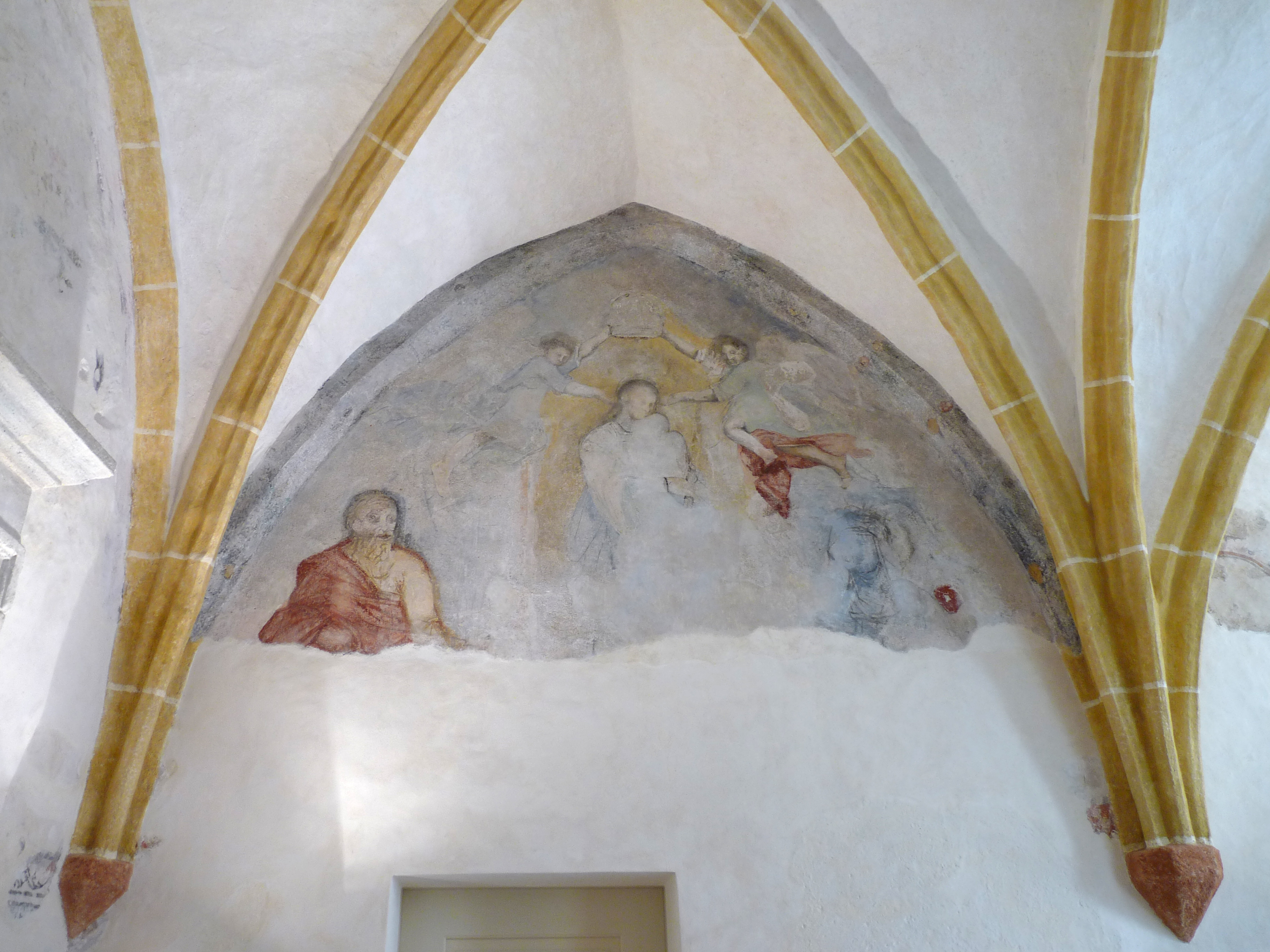
Barokní obraz Korunování Panny Marie

Na západní stěně severozápadního rohu se nachází výjev svaté Anny Samotřetí. Ve spodu výjevu jsou dvě laické postavy donátorů - muže a ženy. Podle formálních znaků malby vznikl obraz sv. Anny Samotřetí v podobné době jako tři mariánské výjevy v severním křídle. Portál s malbami ve špaletách vedl pravděpodobně do kaple sv. Michaela Archanděla. Ve fragmentech těchto maleb lze spatřit také sv. Erharda s mitrou a biskupskou berlou. Jde o nejstarší dochované nástěnné malby v klášteře pocházející pravděpodobně již z počátku 14. století. Na dalších klenebních polích jsou různé dekorativní prvky, především ornamentální kruhy. Výjimkou je pak západní pole v jihozápadním rohu, kde je gotická výzdoba překryta barokní malbou Korunování Panny Marie.

### Jižní křídlo

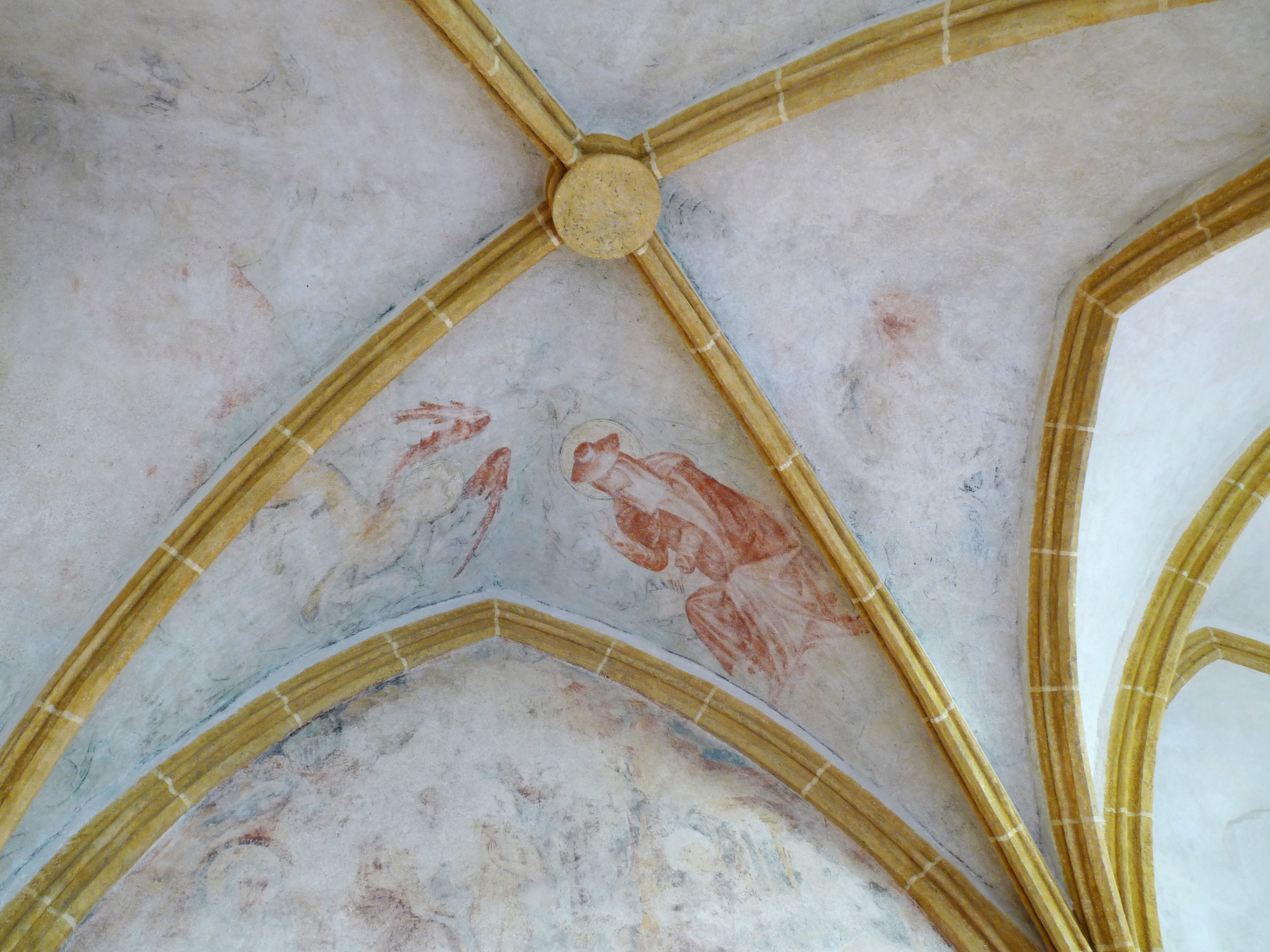
Křest Páně (dole), sv. Jeroným a lev (nahoře)

V jižním křídle se malby částečně dochovaly jen v jihovýchodním rohu křížové chodby. Ve dvou lunetách jde o výjevy Křtu Páně a Smrti Panny Marie, na samotné klenbě jsou pak vyobrazeni čtyři církevní otcové se symboly čtyř evangelistů. Dobře dochované jsou postavy sv. Jeronýma v červeném kardinálském oděvu a sv. Řehoře s papežskou tiárou na hlavě. Tyto postavy vykazují formální podobnosti např. s postavami z obrazu Olivetské hory od Mistra Třeboňského oltáře nebo s postavou Madony z epitafu kanovníka Jana z Jeřeně. Spolu s nimi se tento obraz čtyř církevních otců řadí do tzv. krásného slohu, který byl mezinárodně populární v době vrcholného středověku.

### Východní křídlo
Ve východním křídle se malby dochovaly jen velmi útržkovitě a není možné určit jejich náměty. Z lépe dochovaných útržků lze odhadnout, že jde o malby pozdně gotické zhruba z přelomu 15. a 16. století.

## Kaple
V areálu kláštera od jeho vzniku po současnost existovala řada kaplí. I ty, o nichž se dochovaly písemné doklady, jsou v nich mnohdy jen okrajově zmíněné, například v souvislosti s opravou nebo výmalbou. Přesto je počet doložených známých kaplí značný:
kaple svaté Alžběty
Stála přinejmenším do požáru 1463 v místě současné Bílé věže, jejíž stavba je v záznamech lokalizována v kapli svaté Alžběty (doslova „in capella Sanctae Elisabethae“). Zanikla.

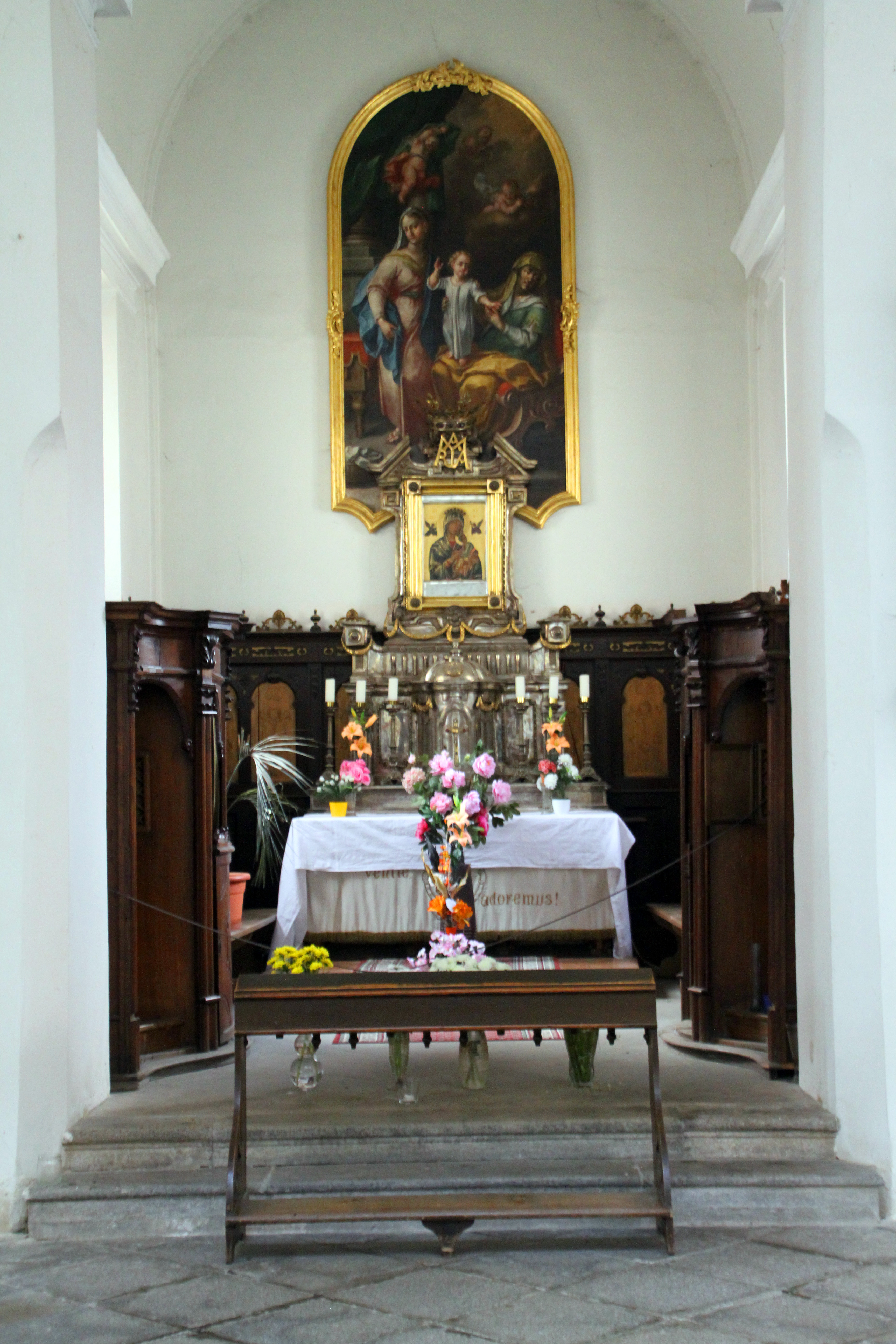
kaple svaté Anny
Přistavěná k severní lodi kostela a přístupná odtud. Zmiňována je v souvislosti s Velikonocemi 1887, kdy byla vybavena božím hrobem. V období regotizace se do kaple přesunul původní tabernákl z hlavního oltáře, starý milostný trůn a obraz Panny Marie ustavičné pomoci. Datum vzniku kaple pravděpodobně není doloženo, existují odhady o 17. až 18. století. Existuje dosud.
kaple svatého archanděla Michaela
Jedna (starší) ze dvou samostatných hřbitovních kaplí, v roce 1755 nahrazena novější stavbou.
kaple svaté Barbory
Gotická nika ve stěně oddělující jižní loď kostela od křížové chodby. Původně zasvěcena svatému Vavřinci (viz též), později zazděna a znovuobjevena v letech 2019–2020.
kaple bolestné Panny Marie
Zvaná též Černá kaple. Poloha není zcela jistá, roku 1910 se ji Josef Watzl snažil ztotožnit s kaplí svatého Dominika, což však neodpovídá historickým událostem. Pravděpodobněji předcházela kapli svaté Anny (přiléhala bočně k severní lodi). Za období barokizace byla výrazně přestavěna („která jako z gruntu jináč vystavena a rozšířena jest“), 1. dubna 1678 vysvěcena a 6. srpna 1678 doplněna novým oltářem. Roku 1722 byla v Černé kapli zřízena krypta pro dominikánské řeholníky.
Česká kaple
Také Český kostel, pehmissen kappeln. Předpokládá se, že zde probíhaly bohoslužby nebo kázání v češtině. Rozkládala se u východního okraje konventu. V období baroka byla uváděna v přízemí Bílé věže, ale záznamy o opravě Rynešem z Holubova z roku 1464 (tedy před vznikem věže) dokládají, že existovala dříve než věž. Lze proto předpokládat, že přízemí věže bylo otevřeno do přiléhající místnosti konventu a celý tento prostor byl chápán jako Česká kaple. 1481 dostal malíř Mikuláš zaplaceno za vymalování. V letech 1515–1518 nechali městem dosazení kostelníci kapli vydláždit. Před rokem 1613 byla obnovena kaple, „která sloužila k českým kázáním“; kázal v ní polský kněz Abraham. Snad kolem roku 1676 prošlo přestavbou východní křídlo konventu, které mj. vytvořilo nový klenutý prostor České kaple navazující na přízemí věže a v jižní stěně vybavený nikou určenou pravděpodobně pro oltář.
Nejpozději roku 1488 bylo přízemí věže denominováno svatým Felixi a Adauktovi.
domácí kaple
Za éry piaristů byla roku 1855 uváděna tzv. domácí kaple, vedle níž se měl nacházet hostinský pokoj. Za redemptorisů se roku 1908 uvádí zřízení a vysvěcení domácí kaple. Jde prakticky jistě o obdélníkový prostor v patře nad studniční kaplí vybavený pětibokým závěrem, barokní valenou klenbou s lunetami, doposud zachovalými freskami a redemptoristickým řádovým znakem uprostřed klenby. Existuje a v současnosti se využívá jako učebna základní umělecké školy.
kaple svatého Dominika

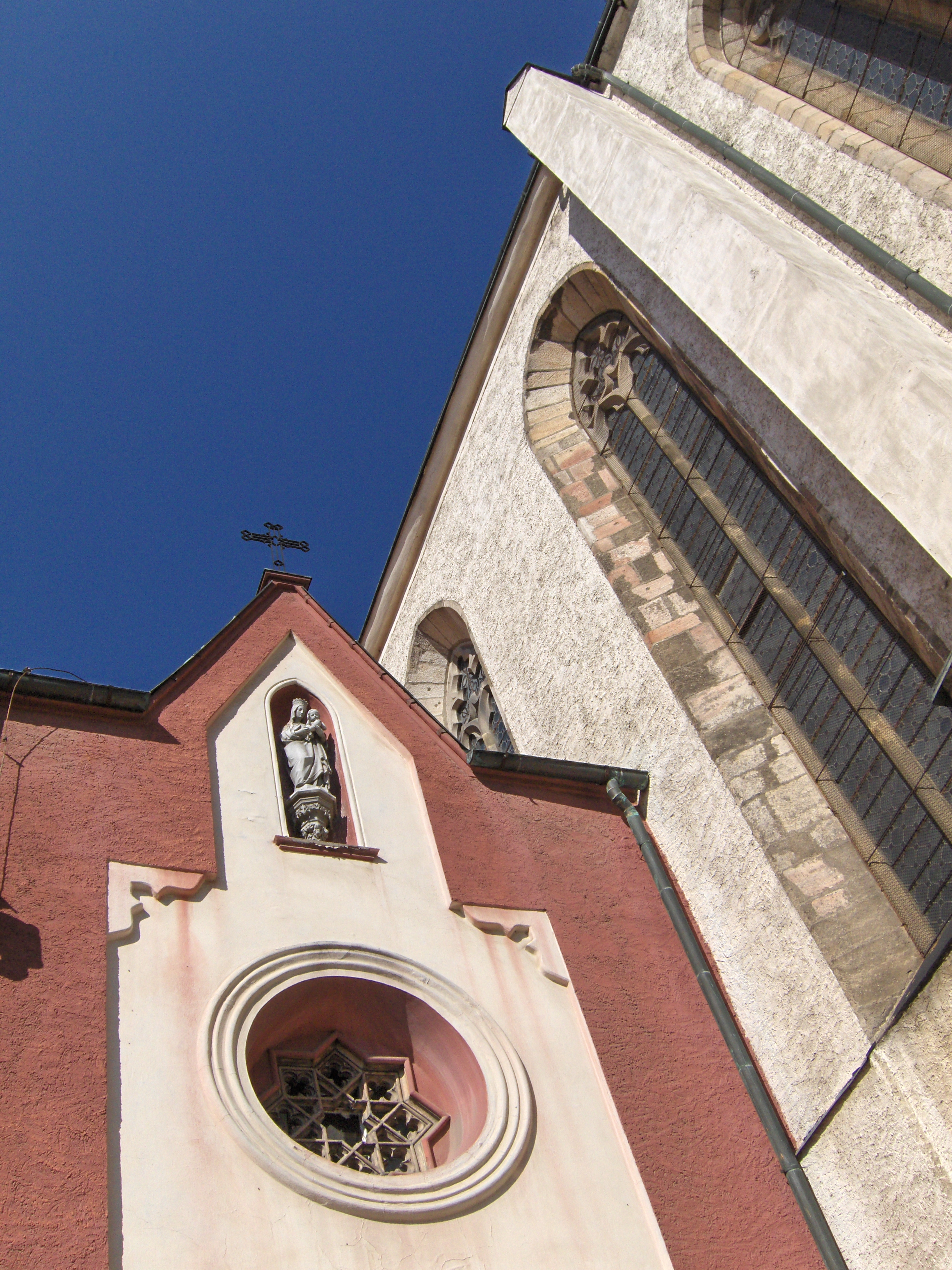
plochý pseudogotický závěr bývalé kaple svatého Dominika

Chórová kaple jižní lodi, původně gotická. Roku 1679 nabídl převor městu, aby opravou kaple odvrátilo morovou epidemii, což si město nemohlo hned dovolit, takže k barokní přestavbě došlo až 1686. Průčelí neslo městský znak, v létě 1687 byla vybavena oltářem svatého Dominika. Během regotizace na konci 19. století byl závěr opět stržen a kaple přestavěna na současnou sakristii. Vzniklo ploché novogotické průčelí s hrotitým oknem, rozetou a nikou pro sošku Panny Marie Budějovické. Na rozdíl od severní chórové kaple není v kapli svatého Dominika doloženo pohřbívání.
kaple svaté Doroty
Požár 14. dubna 1463, při kterém shořela původní dřevěná zvonice, pravděpodobně zničil i kapli svaté Doroty. Byla obnovena, neboť je roku 1516 doložena oprava střešní krytiny. Nedochovala se.
kaple svatého Felixe a Adaukta

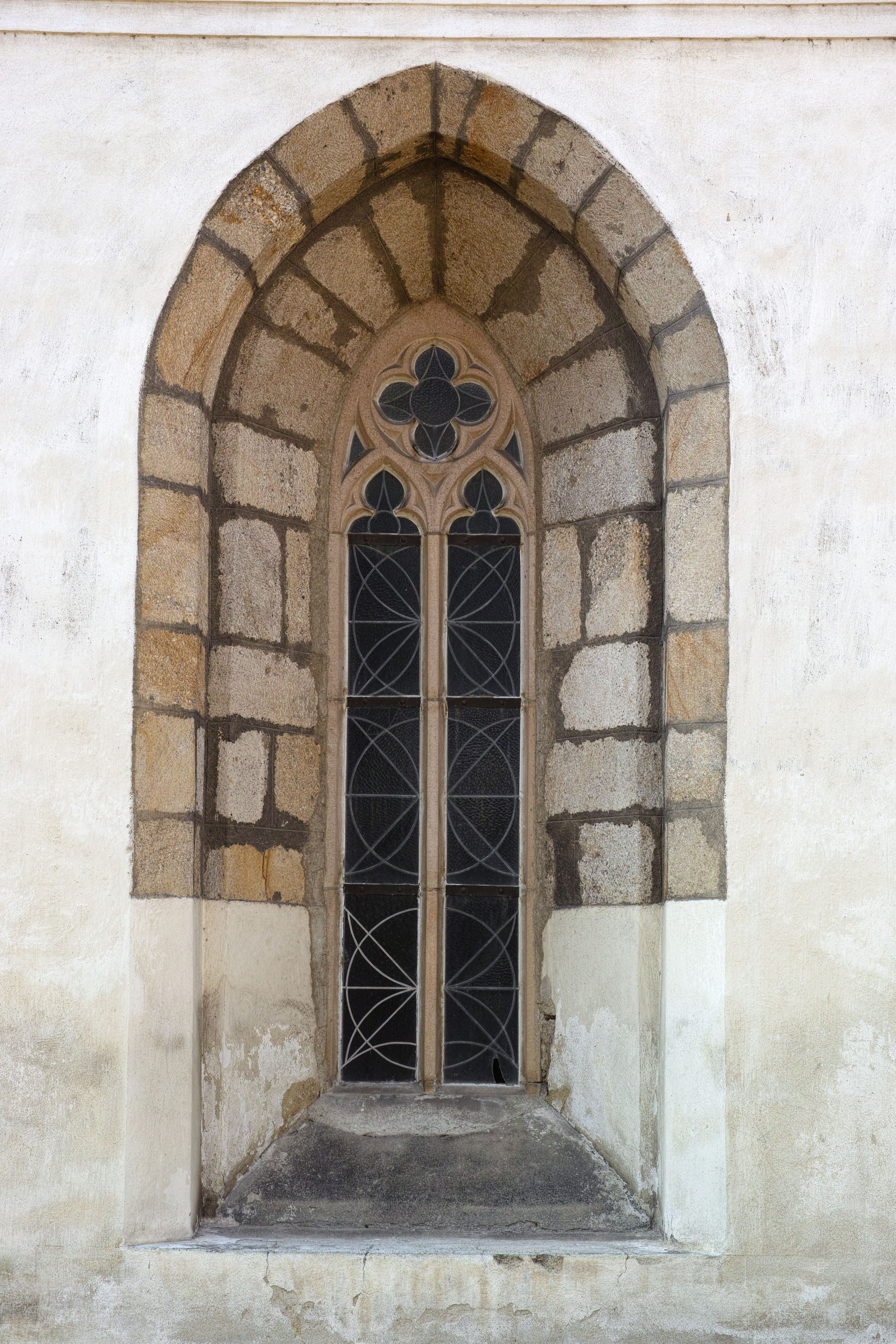
gotické okno kaple svatého Felixe a Adaukta

Byla zřízena v přízemí Bílé věže (čímž se částečně překrývá s předpokládanou polohou České kaple). Doložena je odkazem v závěti z roku 1488 a znovu 1493, kdy z ní Kryštof Tkadlec odcizil stříbrnou ruku (relikviář), za což byl upálen na tehdejším židovském hřbitově. Úlomkovitě dochované fresky v kapli byly restaurované v roce 1998. Podle postavy rytíře stojícího v jednom z výjevů vedle vyvráceného stromu lze odhadnout, že se jednalo o cyklus maleb ze života obou světců, protože vyvrácení pohanského stromu je jedním ze skutků, které jsou sv. Felixovi přičítány (např. v textu Legendy Aurey). Kaple dosud existuje, ale není veřejně přístupná.
hřbitovní kaple
Nahradila původní kapli svatého archanděla Michaela. Vystavěna dominikány v letech 1755–1756 a vysvěcena 29. září 1756. Zanikla.
kaple svatého Jiří

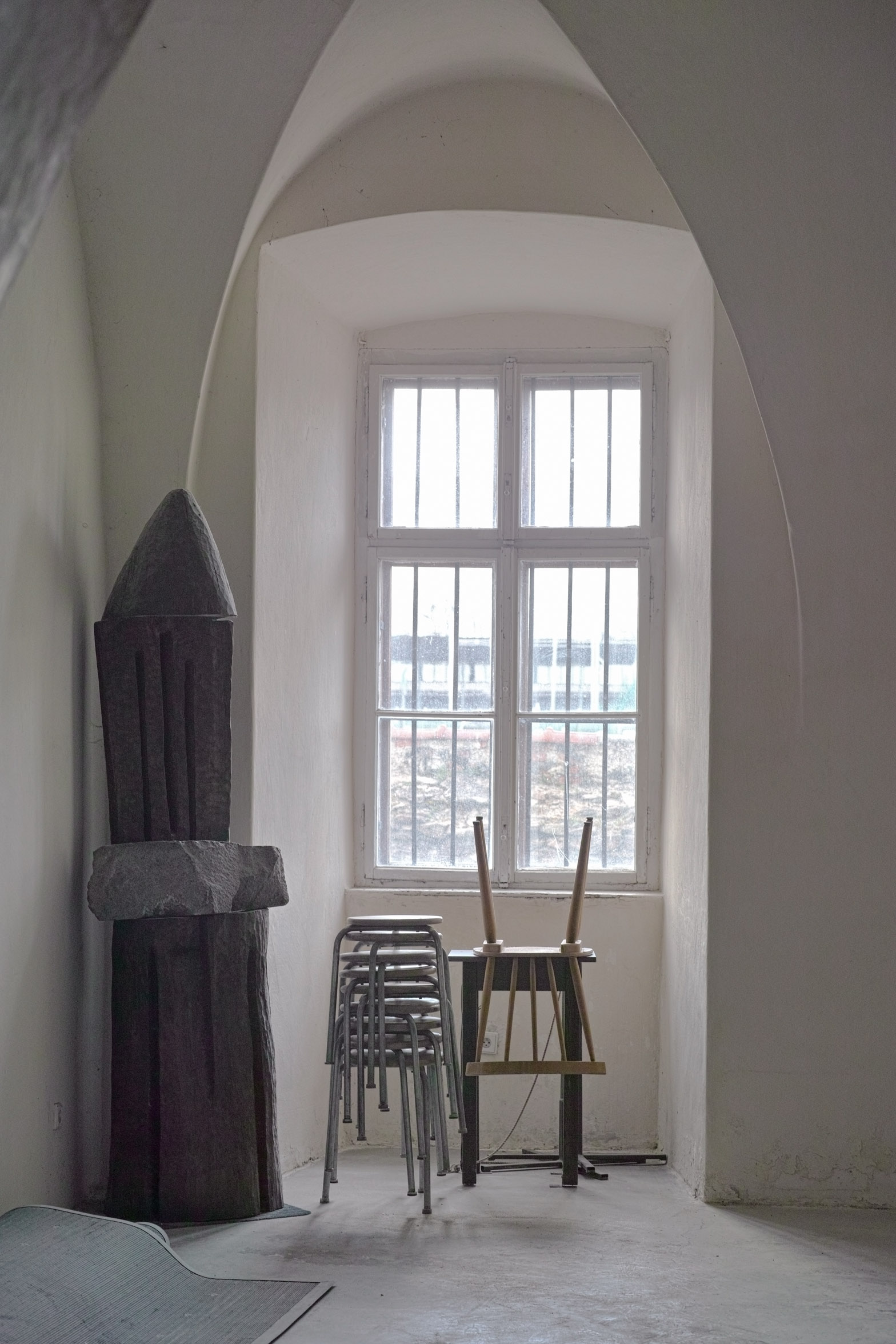
bývalá kaple svatého Jiří s pozůstatkem gotické klenby

V souvislosti s požárem roku 1381 bývá zmiňována kaple svatého Jiří, která společně s klášterní knihovnou byla jediným objektem v areálu, který oheň nepoškodil. Předpokládá se, že jde o dochovalou místnost přístupnou ze severozápadního rohu křížové chodby, čemuž nasvědčuje stáří doložené lomeným záklenkem vstupu a fragment výmalby s texty provedenými písmem používaným před rokem 1300. Nález zbytků konzolky a terakotového žebra poukazuje na původní křížovou klenbu. Podlahu tvoří středověká malta litá na vrstvu valounů.
kaple svatého Josefa Kalasánského
Prostor původně zasvěcený svaté Markétě, později Panně Marii Budějovické. Po roce 1785, kdy se do kláštera nastěhovali piaristé, byl obraz Panny Marie Budějovické přenesen ze severní chórové kaple na hlavní oltář a uvolněná kaple zasvěcena řádovému světci, svatému Josefu Kalasánskému. Během regotizace za redemptoristů došlo v létě 1865 k demolici kaple. Vycházela z domněnky, že jde o mladší barokní přístavbu. Během demolice rozpoznal starožitník František Stulík gotické zdivo a zalarmoval konzervátora Jana Erazima Vocela. Stavební komise se však omyl rozhodla zahladit urychlenou demolicí, takže do Budějovic vyslaný znalec Josef Mocker už mohl pouze potvrdit, že kaple skutečně byla gotická. K realizaci Mockerova návrhu obnovy gotické kaple nebyly prostředky ani vůle.
kapitulní síň

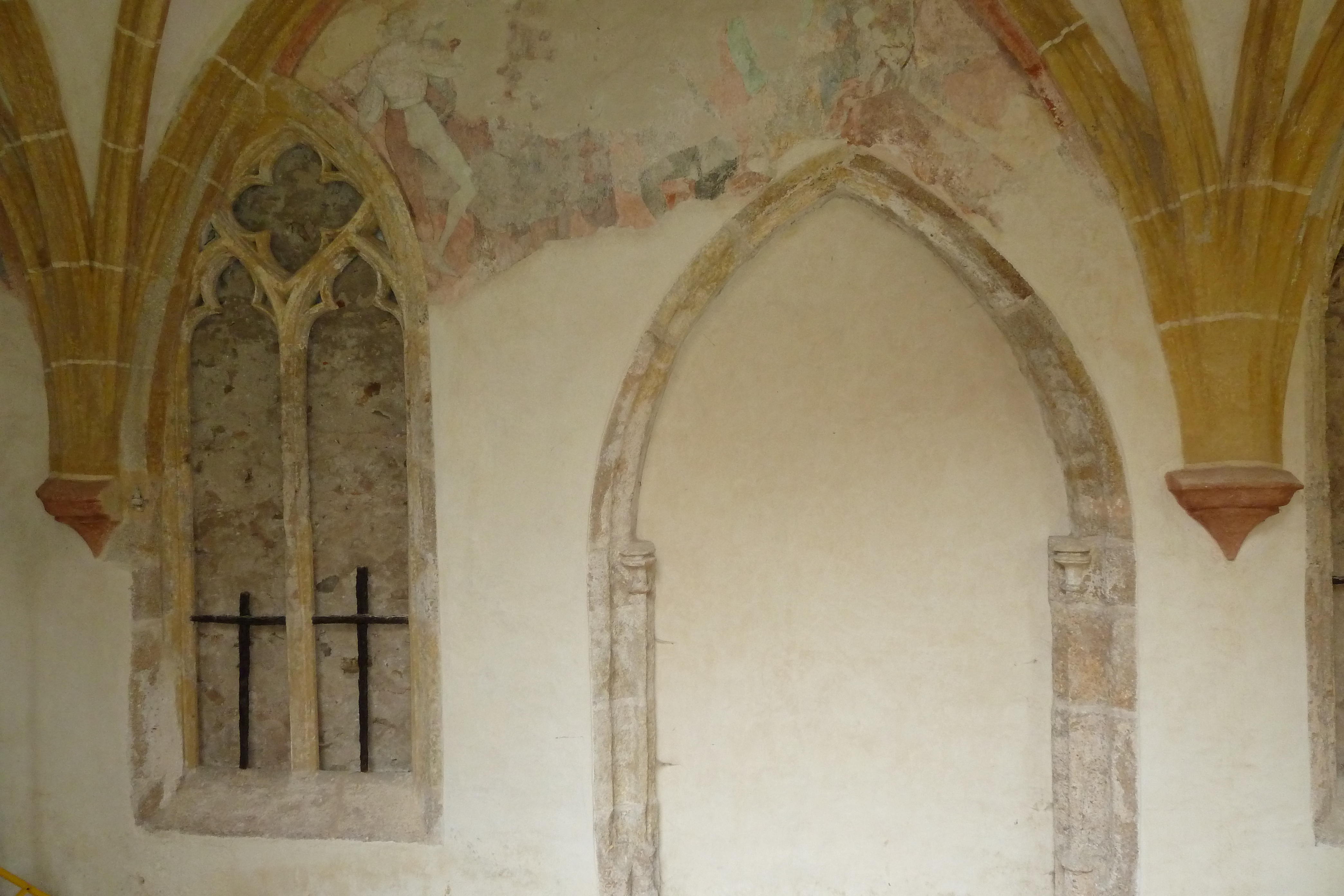
portál a okno původní kapitulní síně

Kapitulní síně žebravých řádů bývaly využívány jako cechovní nebo laické kaple, v jižních Čechách například v Českém Krumlově nebo Jindřichově Hradci. Pravděpodobně tomu jinak nebylo ani v Českých Budějovicích, což dokládá konsekrační kříž, jenž se dochoval na západní stěně původní kapitulní síně. Existují některé zdi.
kaple svaté Kateřiny
V srpnu 1466 bylo malíři Jankovi vyplaceno 5 kop grošů za práci v kapli svaté Kateřiny, v následujícím roce 7 kop a 30 grošů za malbu tabule do téže kaple. Znovu je zmíněna roku 1480. Pozoruhodné je, že snad měla vlastní kůr („amb chor in sand Katrein Kchopelln“). Poloha známa není, nezachovala se.
malá kaple
Ve stížnosti převora Maffea z roku 1603 adresované císaři, v níž je popisován neoprávněný zábor části kláštera mincmistrem, převor mj. uvádí, že malá kaple je využívána nedůstojně jako sklad.
kaple svaté Markéty
Chórová kaple severní lodi měla vzniknout z popudu krále Přemysla Otakara II. roku 1267 na počest jeho zesnulé manželky Markéty Babenberské (†1267). Jedna z prvních sakrálních prostor v objektu kláštera. Barokně přestavěna na kapli Panny Marie Budějovické.
kaple Panny Marie
Obraz Panny Marie Budějovické visel původně na předposledním sloupu na levé straně kostela. Okolí je – nejspíš z důvodu oddělení mříží a provozování mariánské liturgie – ve zprávě z roku 1613 (a snad i v souvislosti s darem z roku 1607) chápáno jako kaple Panny Marie.
kaple Panny Marie Budějovické
V letech 1633–1634 nechal Don Baltazar de Marradas chórovou kapli severní lodi (původně gotickou a zasvěcenou svaté Markétě) barokně zrekonstruovat (gotický závěr byl vybourán a nahrazen barokním, vznikla kupole se střešní lucernou) a 7. května 1634 byl do ní slavnostně přenesen obraz Panny Marie Budějovické (viz kaple Panny Marie). Marradas s kaplí počítal i jako s rodovým pohřebištěm a kromě něj zde měl spočinout i jeho synovec Francisco (1655). Část tzv. stříbrného oltáře se dochovala v kapli svaté Anny. Později byla kaple zasvěcena svatému Josefu Kalasánskému.
prvotní kaple
Archeologické výzkumy v letech 1993–1995 potvrdily existence prvotní svatyně v místech současného presbytáře. Šlo patrně o pravoúhlou kapli, jejíž stavba byla zahájena kolem roku 1265 a která byla vysvěcena v roce 1274. Od konce 70. let 13. století vznikalo zdivo presbytáře a někdejších bočních kaplí současného kostela. V určité fázi výstavby byla tato prvotní kaple vybourána.

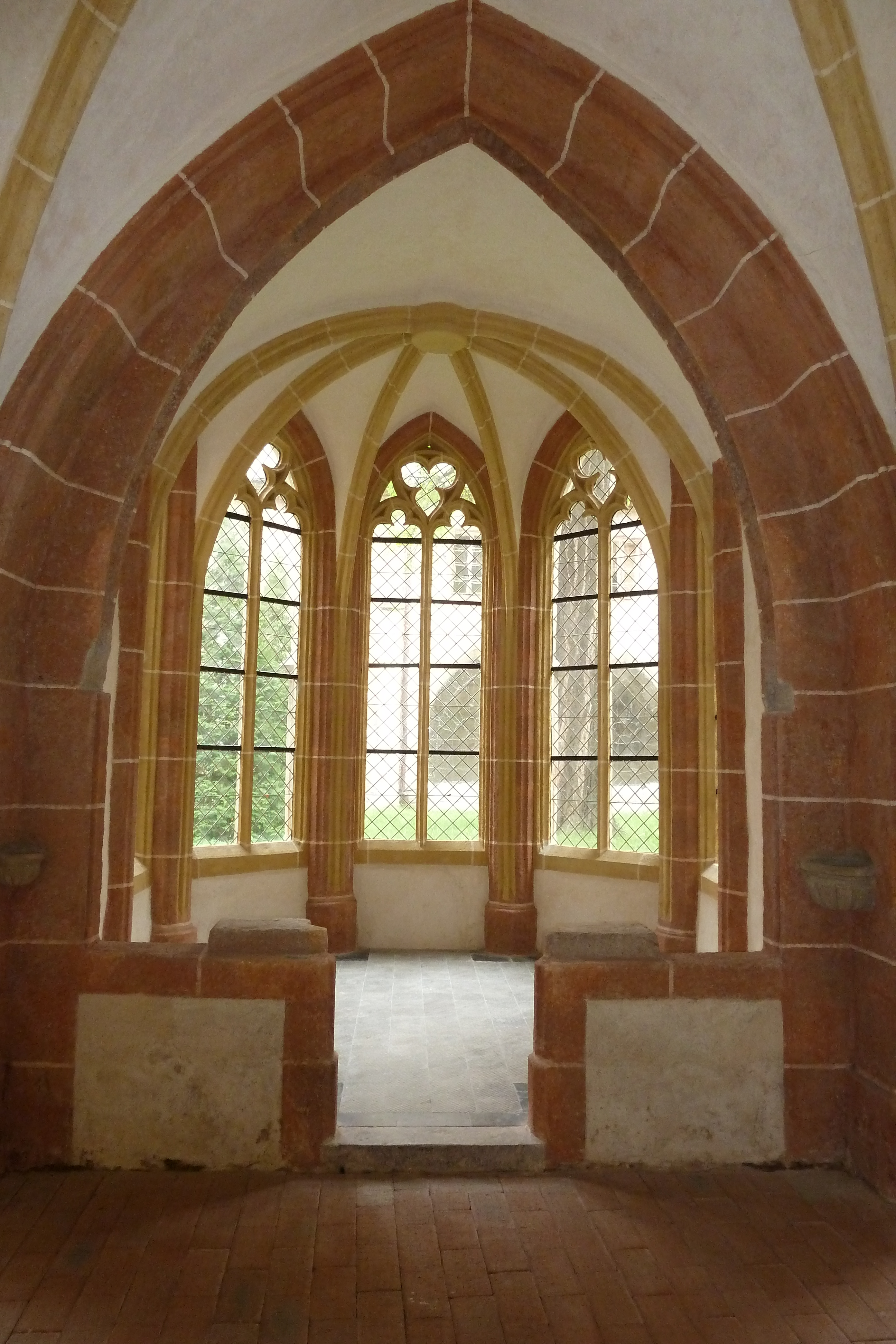
studniční kaple
Prostor vybíhající z křížové chodby do rajského dvora se šesti žebry klenby a pěti okny s pozdně gotickými kružbami vznikl nejspíše roku 1360. Mohl by souviset s darem Viléma ze Stradonic z předchozího roku, jemuž je možné přisuzovat erby se střelou ve východním křídle ambitu. Patro nad studniční kaplí, tzv. domácí kaple, vzniklo později. Krov pochází z doby po požáru 1728, vznikl ovšem ze stromů skácených ještě před ním (1726–1727). Studniční kaple sloužila k očistě před jídlem, dochovala se.
švábská kaple
Nejasná zůstává lokalizace tzv. švábské kaple zmiňované roku 1480 („in des schbabn kapelln“).
kaple svatého Vavřince
Jindřich Librarius byl podle zmínky z roku 1659 pohřben v kapli svatého Vavřince v kostele Obětování Panny Marie. Není známo, zda byly ostatky do kaple přemístěny až v době baroka, nebo v ní byl pohřben bezprostředně po úmrtí. Kaple v době pohřbu mohla existovat (případně být k tomuto účelu zřízena), neboť právě rok 1281 bývá některými literárními prameny spojován se vznikem kostelního trojlodí (kaple byla dávána do souvislosti s jižní stěnou lodi). Podle informací z doby baroka byly ostatky uloženy za oltářem svatého Vavřince. Ten byl později nahrazen oltářem svaté Barbory. V kapli stála dřevěná socha s nápisem uvádějícím, že léta páně 1281 zemřel blahoslavený Jindřich Librarius, první převor kláštera. Socha se nezachovala. Kaple v podobě gotické niky ve stěně oddělující jižní loď od křížové chodby byla objevena v lednu 2019 a pro účely průzkumu částečně otevřena v lednu 2020.
kaple svatého Vintíře
Roku 1722 zaplatil císařský výběrčí mýta Jan Czeschek stavbu druhé hřbitovní kaple denominované svatému Vintíři. V listopadu 1761 ji na vlastní náklady nechal opravit a vymalovat měšťan Paul Grosshopf. Zanikla.

## Relikvie
Předpokládá se, že po vzniku Bílé věže byly cennosti ukládány v jejím prvním patře, které podle některých historiků mohlo sloužit jako pokladnice.
Před rokem 1450 vznikla (dosud dochovaná) oboustranná relikviářová desková malba. Z jedné strany zachycuje Bolestného Krista, z druhé svaté Felixe a Adaukta, mezi nimiž je umístěn kruhový skleněný relikviář, který podle páskových nápisů (De ligno dni; s. Felicis et Adaukti m; s. Petri appli) obsahuje dřevo svatého kříže, ostatky svatých Felixe a Adaukta a ostatky svatého Petra. V roce 1491 získal klášter ostatkovou desku darovanou knězem Mikulášem (působil jako oltářník sv. Zikmunda v budějovickém farním kostele a snad jako farář v Brloze). Tato deska, zdobená kameny, obsahovala trn z Kristovy koruny, kus kamene ze sloupu, na němž byl Kristus bičován, útržek Kristovy tuniky, vlasy a lem roucha Panny Marie, část Stromu života a jiné. Roku 1493 je zmiňován relikviář v podobě stříbrné ruky, tehdy uložený v kapli svatého Felixe a Adaukta. Při opravě v roce 1855 byla v původním podstavci sochy svatého Vincence Ferrerského od sochaře Josefa Dietricha nalezena schránka s ostatky svatého Adaukta a svaté Konstancie věnovanými papežem.

## Zajímavosti
K založení kláštera Přemyslem Otakarem II. se váže i několik legend vysvětlujících i název města. Dle jedné legendy Přemysl Otakar slíbil, že založí klášter na tom místě, kde se k němu donese novina o narozeném potomkovi. To se stalo na soutoku řek Vltavy a Malše a král prý zvolal „Bude jich více“ myslíc na další děti. Odtud název Budějovice.
Jiná legenda praví, že onen Přemyslův výrok byl vyřčen v souvislosti s rozrůstající se osadou dominikánů, která dala vzniknout městu. Ačkoli byly Budějovice založeny tzv. „na zelené louce“, přítomnost menší osady ještě před založením je doložena. Jiné prozaičtější teorie dávají do souvislosti název města s Vítkovským šlechticem Budivojem.
Žádná z verzí však nepopírá fakt, že klášter stál dříve, než město samo, což ostatně tvrdil i budějovický spisovatel Jan Stryal v šestnáctém století. Stryal zastával verzi o narození potomka, které oponoval Bohuslav Balbín s tezí, že klášter byl založen z důvodu Přemyslova zbožného přání mít potomka se svou první ženou Markétou z Babenbergu.

## Galerie

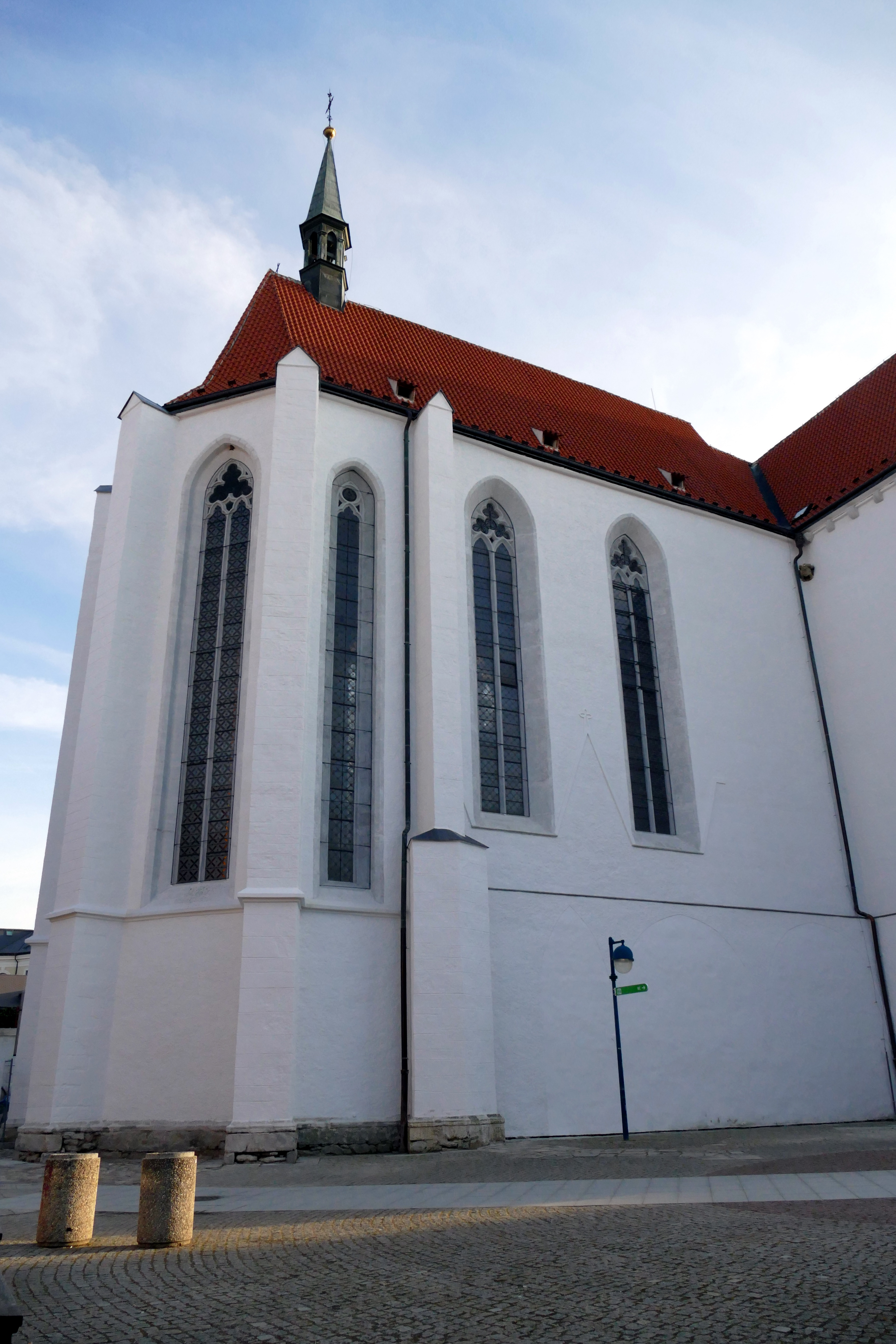
Závěr kostela
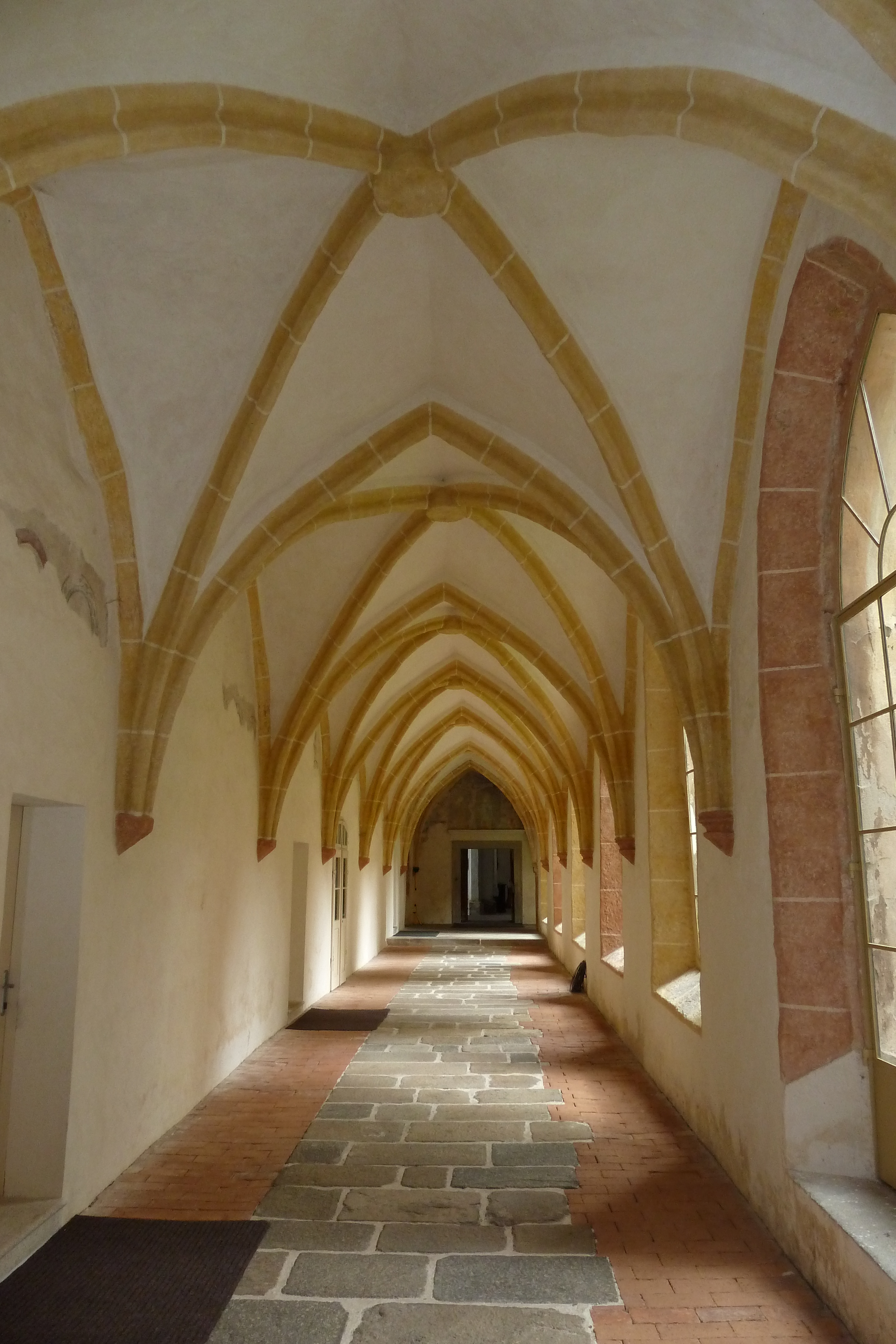
Ambit kláštera
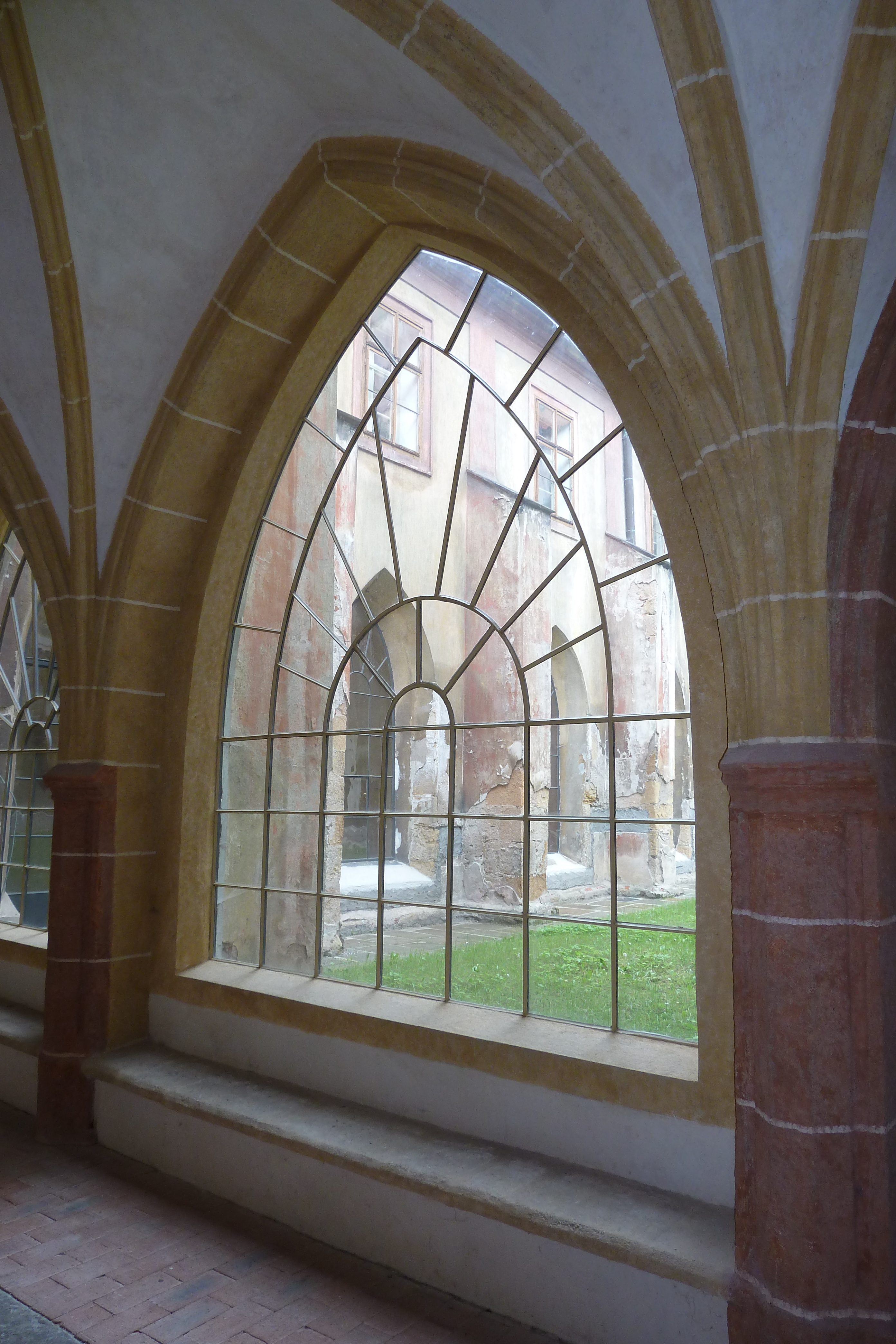
Současná podoba většiny oken
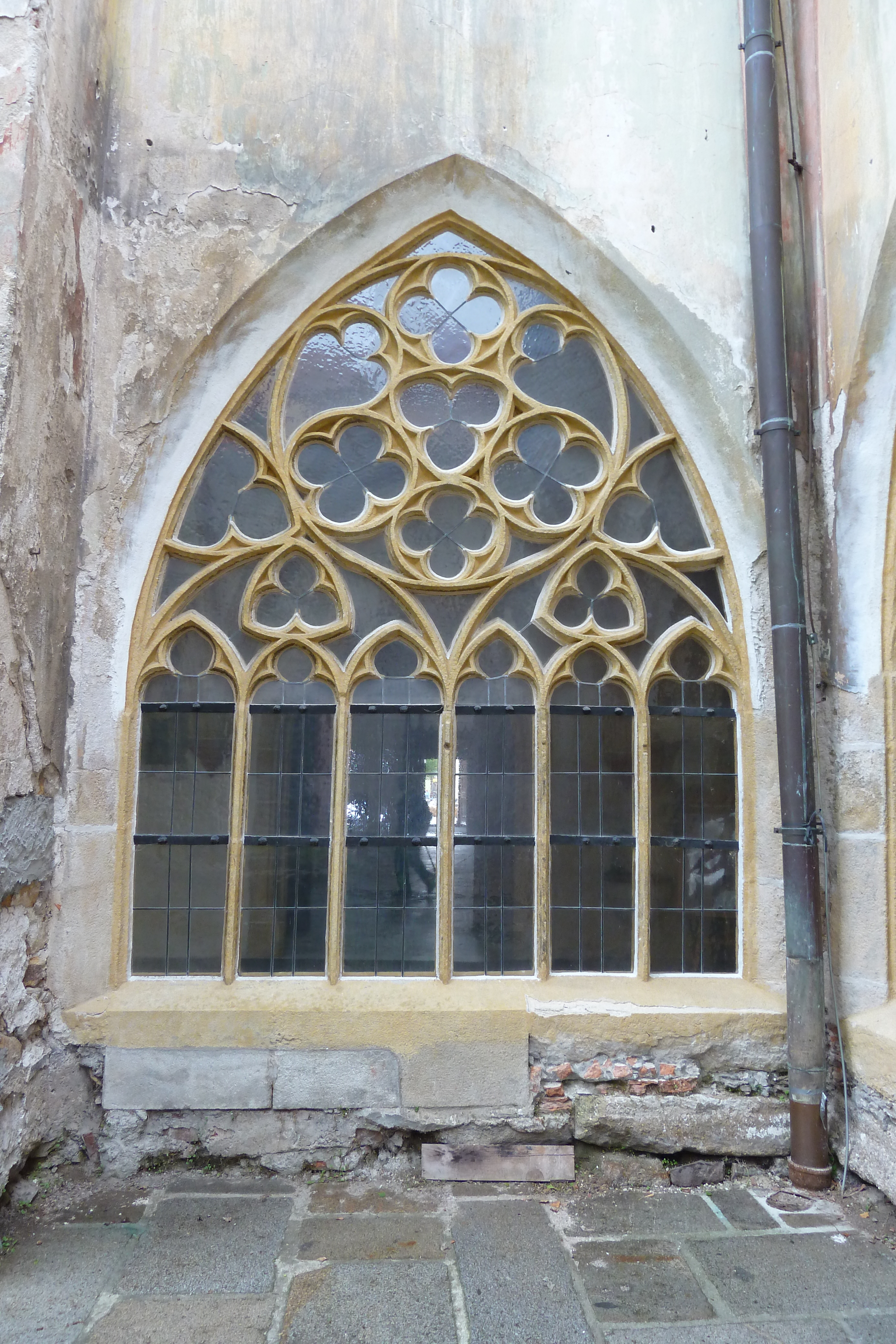
Kružby v okně ambitu
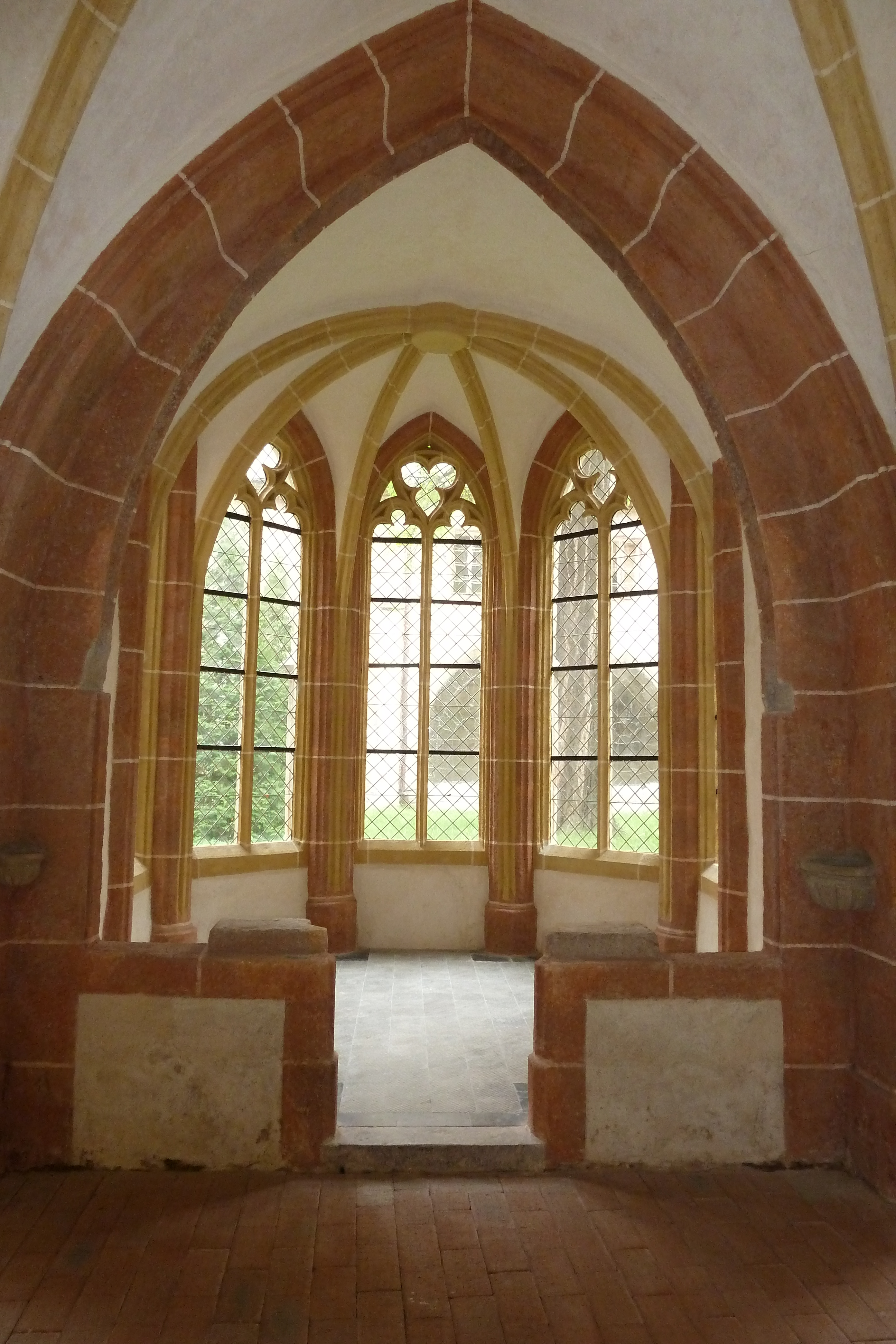
Studniční kaple v jižním rameni ambitu
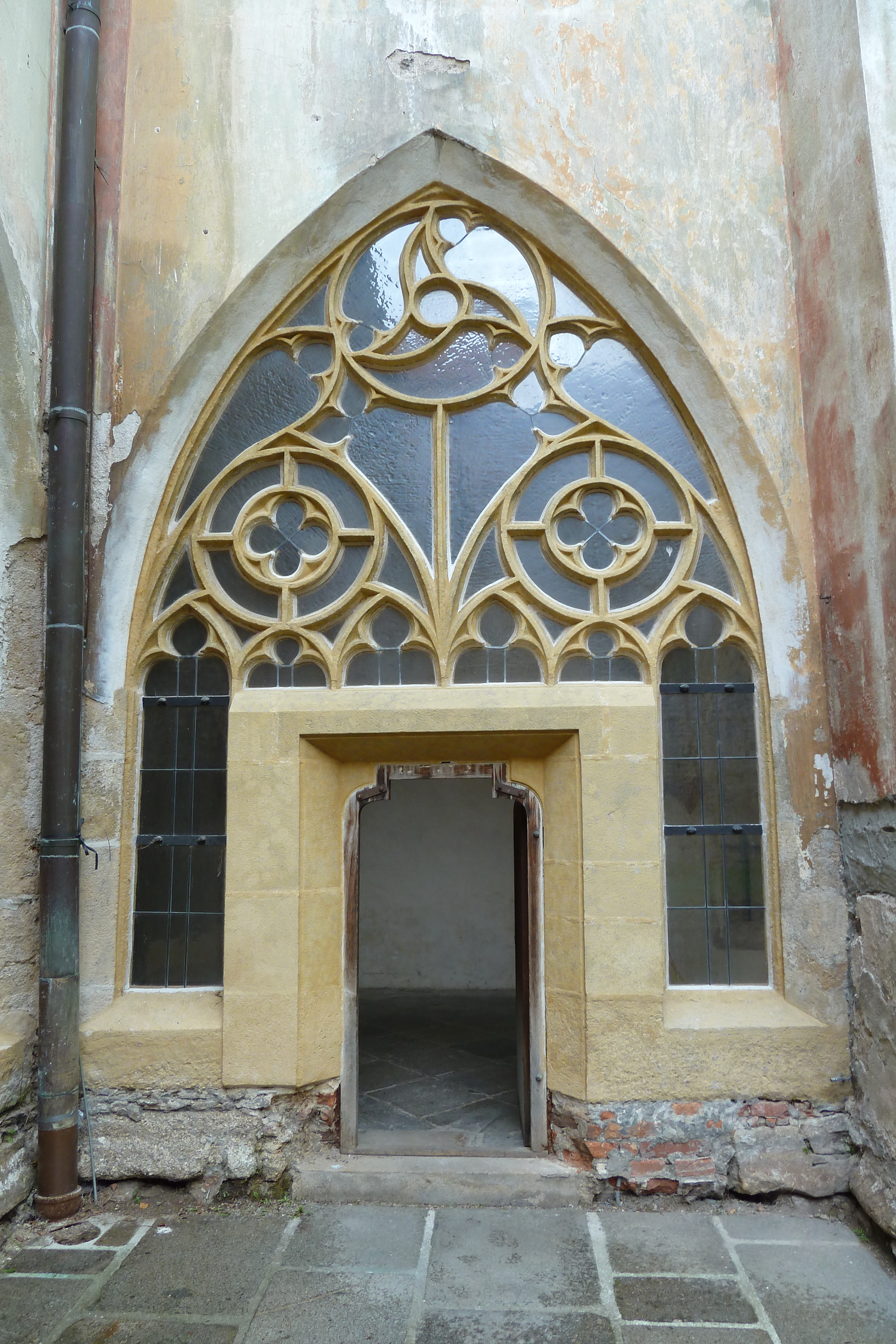
Kružby v okně ambitu s portálem
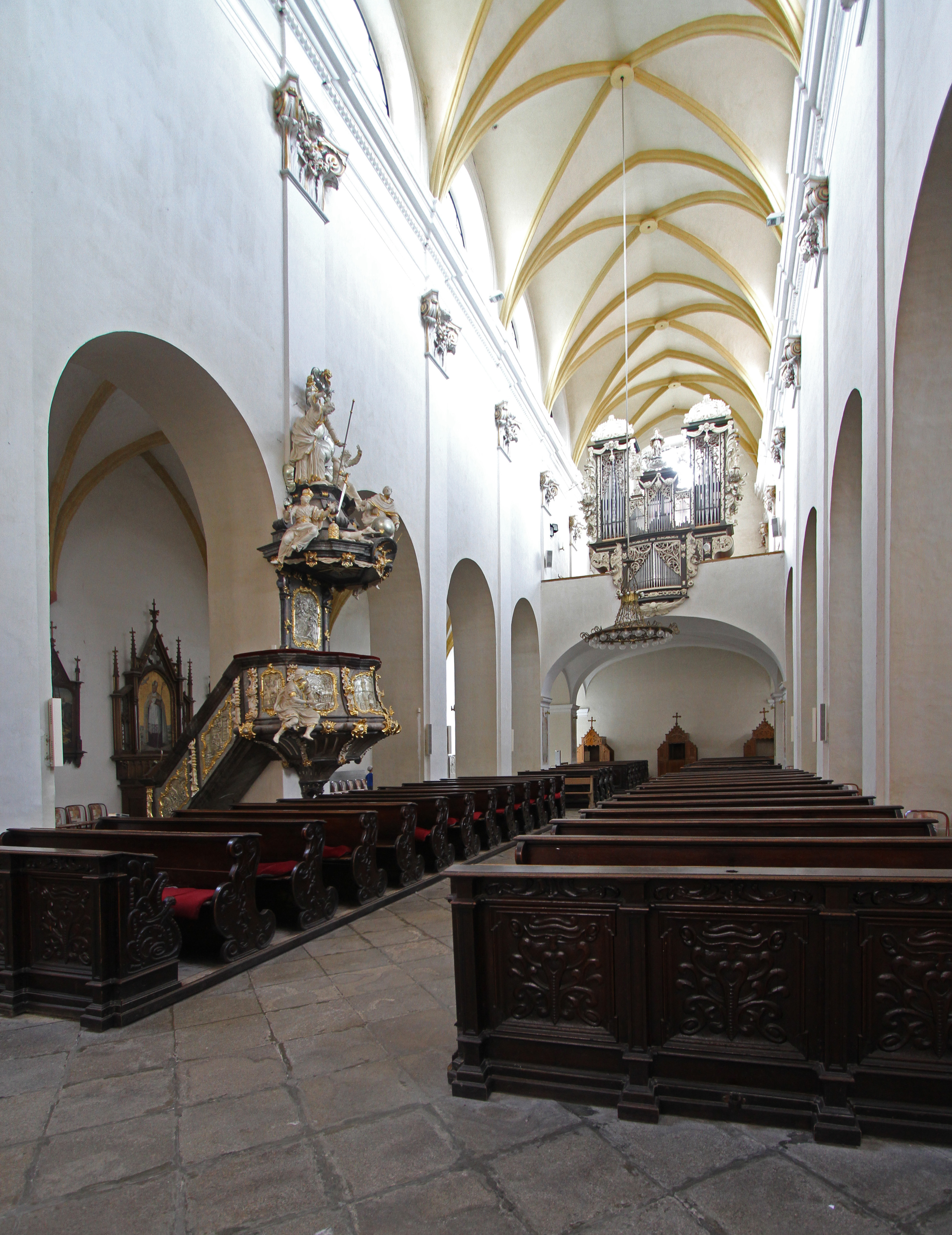
Pohled do lodi kostela
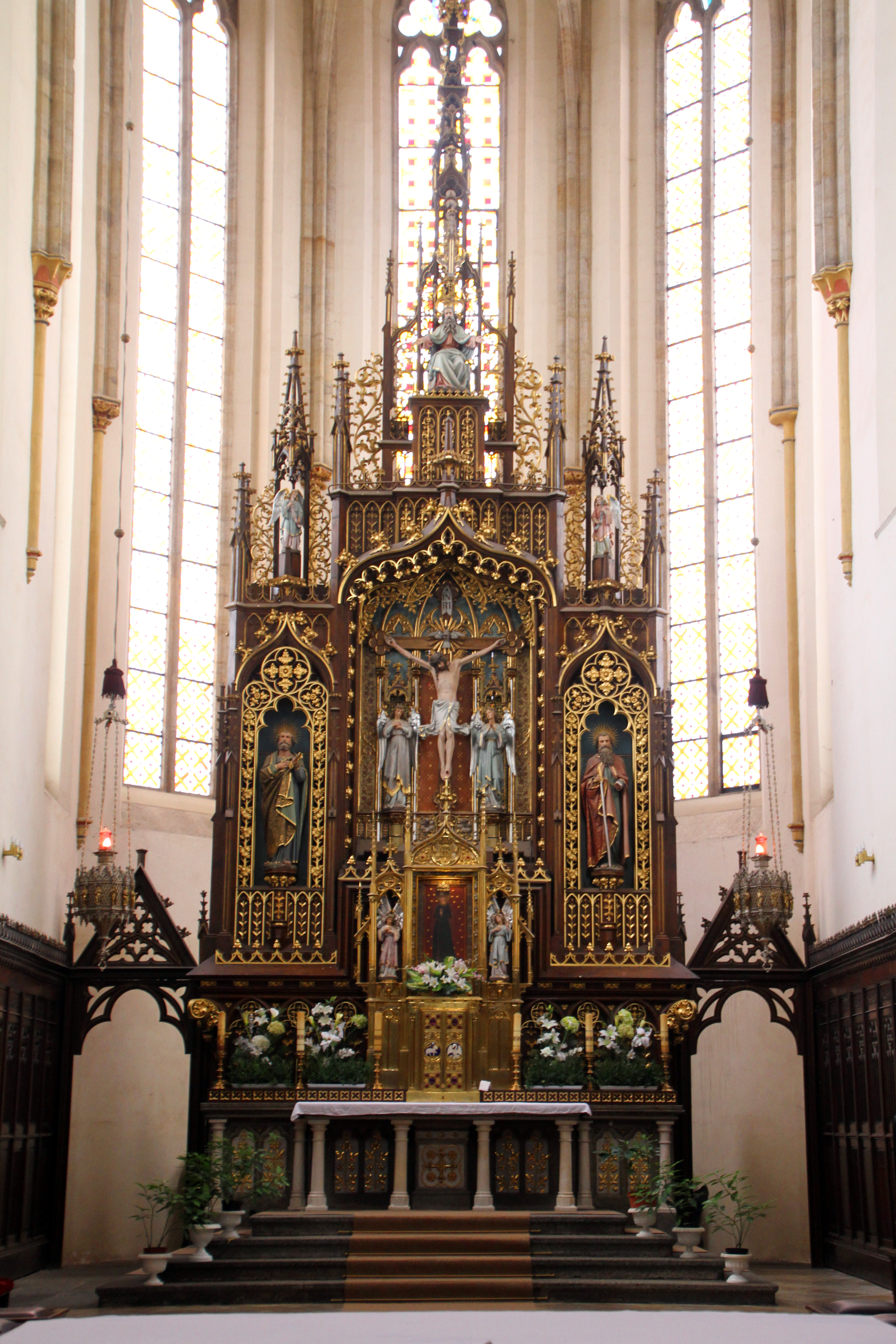
Hlavní oltář
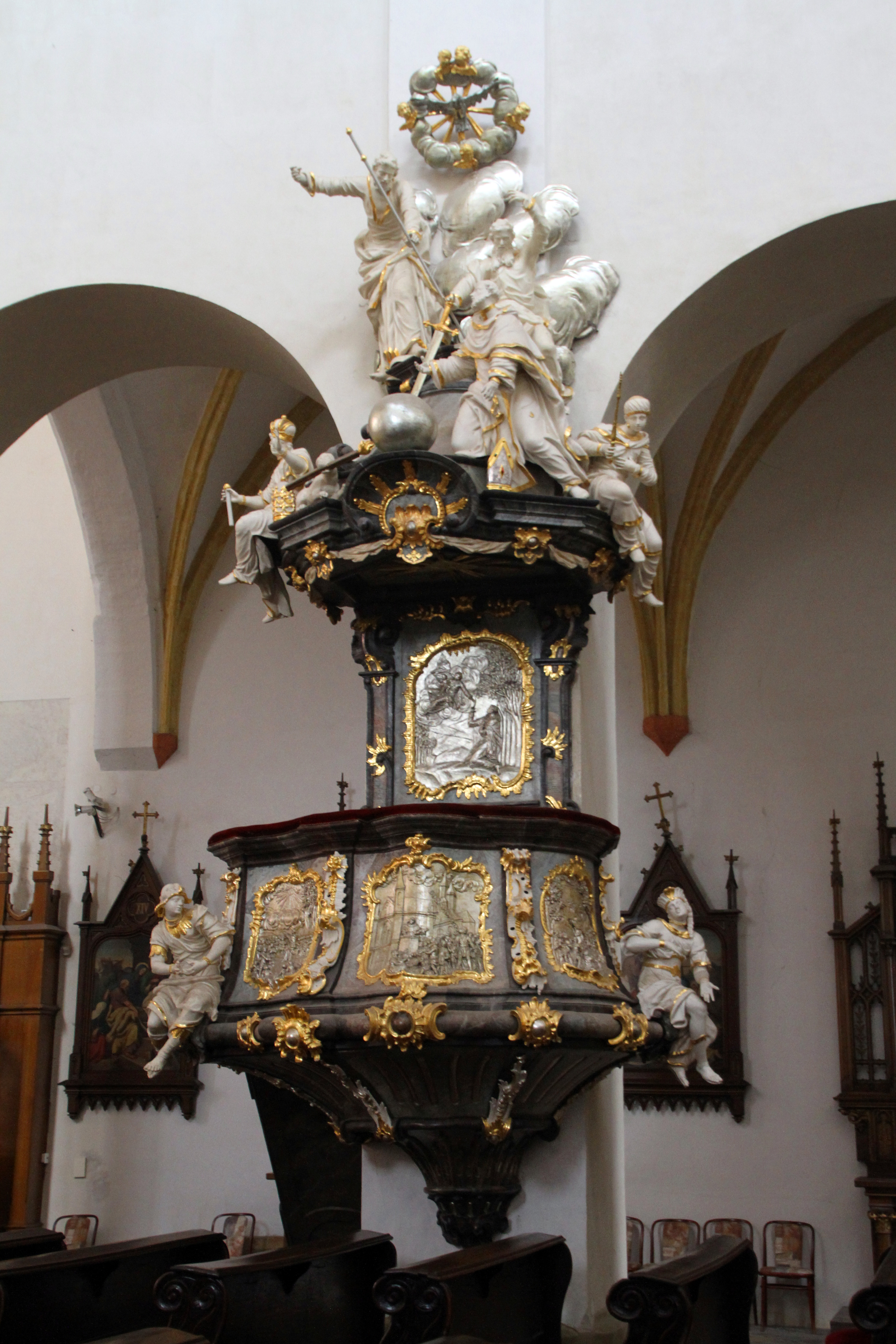
Kazatelna z roku 1759
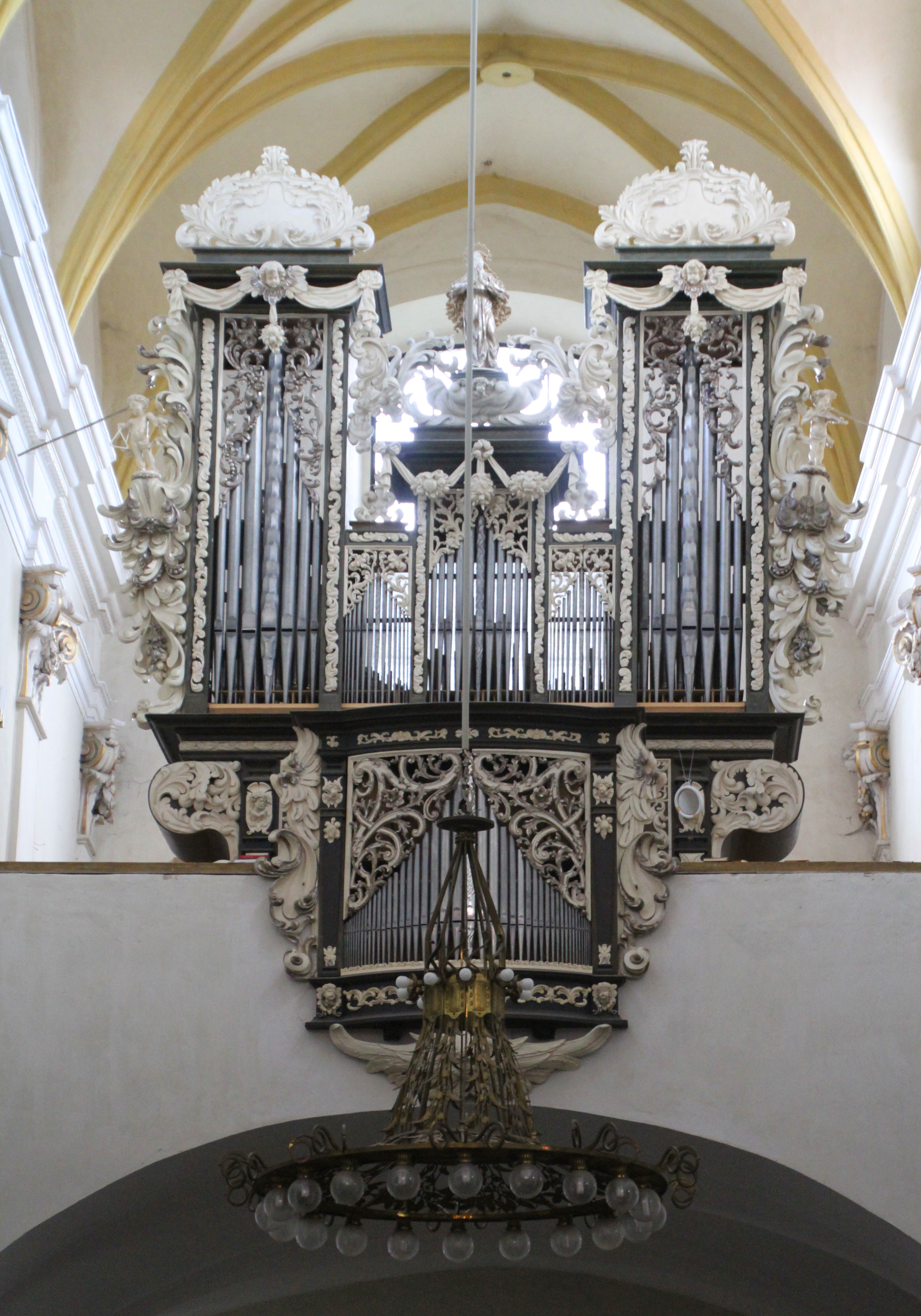
Varhany
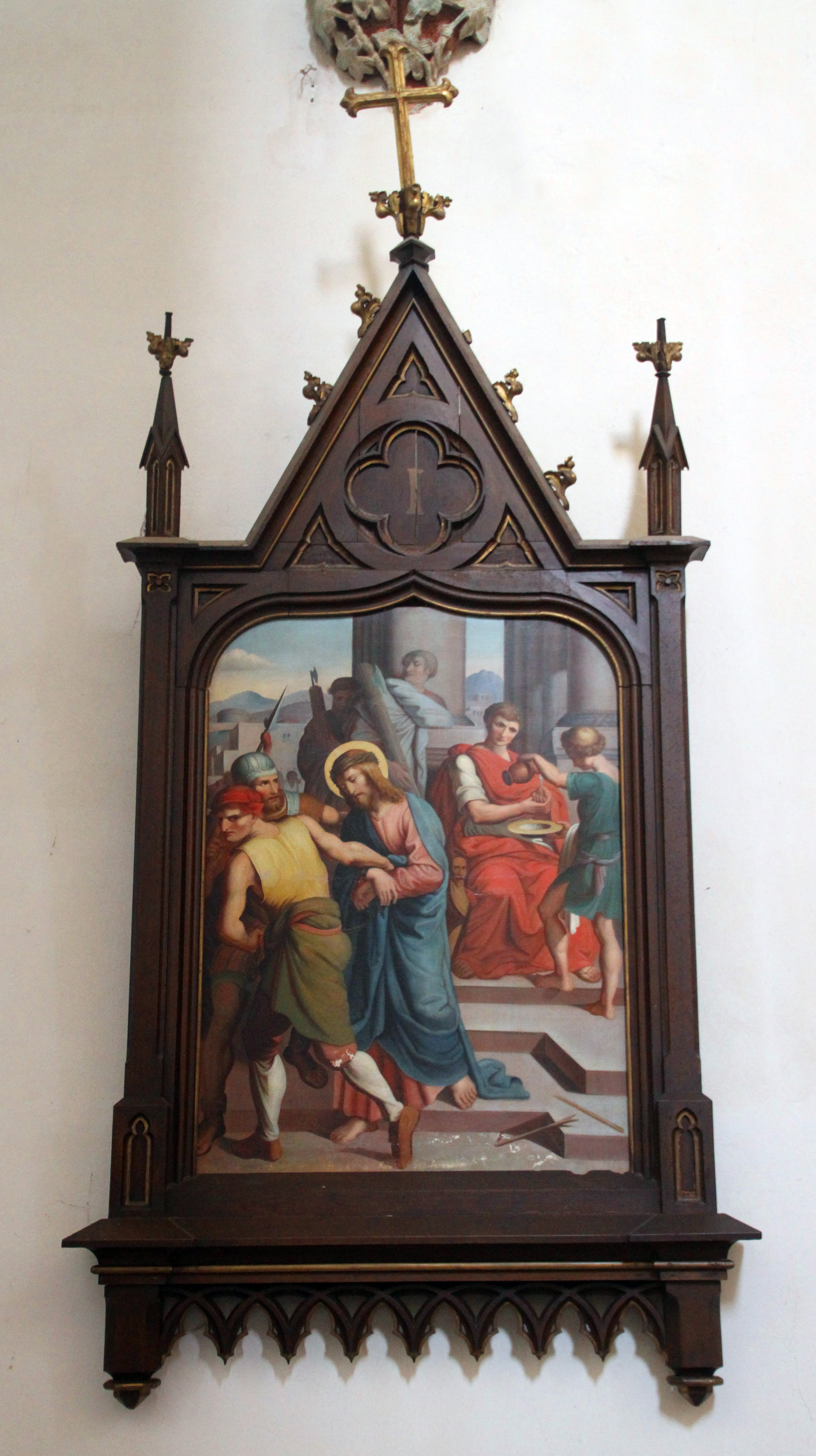
Jeden z obrazů Křížové cesty
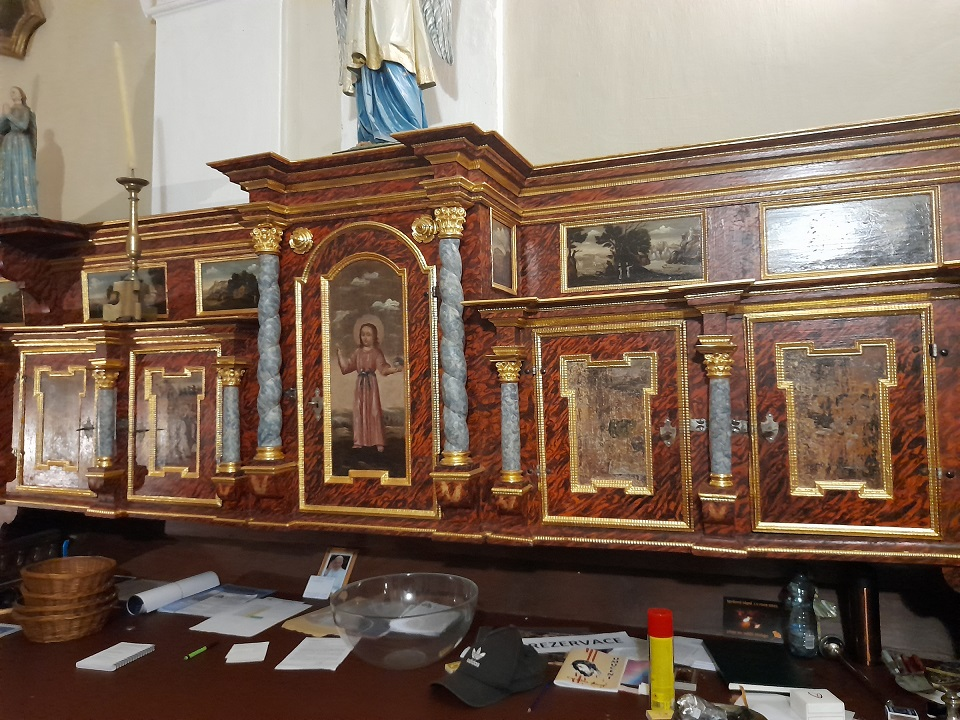
Skříň v sakristii